# Zell am See
Zell am See ist eine Stadtgemeinde im österreichischen Land Salzburg mit 10.227 Einwohnern (Stand 1. Jänner 2025). Sie ist sowohl der Sitz der Bezirkshauptmannschaft des gleichnamigen Bezirkes als auch des Bezirksgerichtes Zell am See.
Die Wurzeln der Stadt reichen bis in die Bronzezeit zurück. Heute ist Zell am See als Urlaubsdestination Zell am See-Kaprun international als einer der bedeutendsten Wintersportorte Österreichs bekannt und ein wichtiger Verkehrsknotenpunkt der Region.

## Geographie
Zell am See liegt inmitten der Alpen nördlich der Talfurche der Salzach etwa 60 Kilometer Luftlinie südsüdwestlich der Landeshauptstadt Salzburg, 100 Kilometer östlich von Innsbruck und 30 Kilometer nördlich vom Großglockner.

### Landschaft
Das Zeller Becken ist die Verbindung zwischen dem Saalach- und dem Salzachtal. Das Zentrum bildet der etwa knapp vier Kilometer lange, gut einen Kilometer breite und 68 Meter tiefe Zeller See, woran der Altstadtkern im Westen sowie der Stadtteil Thumersbach im Osten, Erlberg im Südosten und Schüttdorf im Süden grenzen.
Nach Süden verschmilzt das Becken mit dem West–Ost verlaufenden Salzachtal, im Norden ist es nur durch eine sanfte Talwasserscheide vom Saalfeldener Becken getrennt, sodass sich ein gemeinsamer Talraum ergibt, der zu den größten inneralpinen Talbecken gehört. Flankiert ist die Talung von den Schieferalpen, zum Osten von der Hundsteingruppe der Dientener Berge (Salzburger Schieferalpen), zum Westen der Schmittenhöhe als Südostausläufer der Kitzbüheler Alpen (Tiroler Schieferalpen). Die Schieferberge, auch „Pinzgauer Grasberge“ genannt, sind sanft gegratete, bewaldete, im Gipfelbereich als Zweitausender gemattete Höhenzüge, die sich im Raum Zell am See landschaftlich deutlich gegen die wuchtigen, gletschertragenden Dreitausender der Hohen Tauern im Süden (Kitzsteinhorn 3203 m ü. A., Hoher Tenn 3368 m ü. A. mit Imbachhorn und Vorbergen) und die fernen schroffen, kahlen Kalkstöcke des Steinernen Meeres und der Leoganger Steinberge (Nördliche Kalkalpen) abgrenzen.
Da der ursprüngliche Zeller See weiter in den Norden sowie in den Süden bis hin zur Salzach auslief, befinden sich heute vor allem südlich große Sumpfgebiete, die seit Ende des 18. Jahrhunderts immer weiter trockengelegt wurden. Er hat die charakteristische Form einer Erdnuss und seine Fläche beträgt etwa 4,7 km².

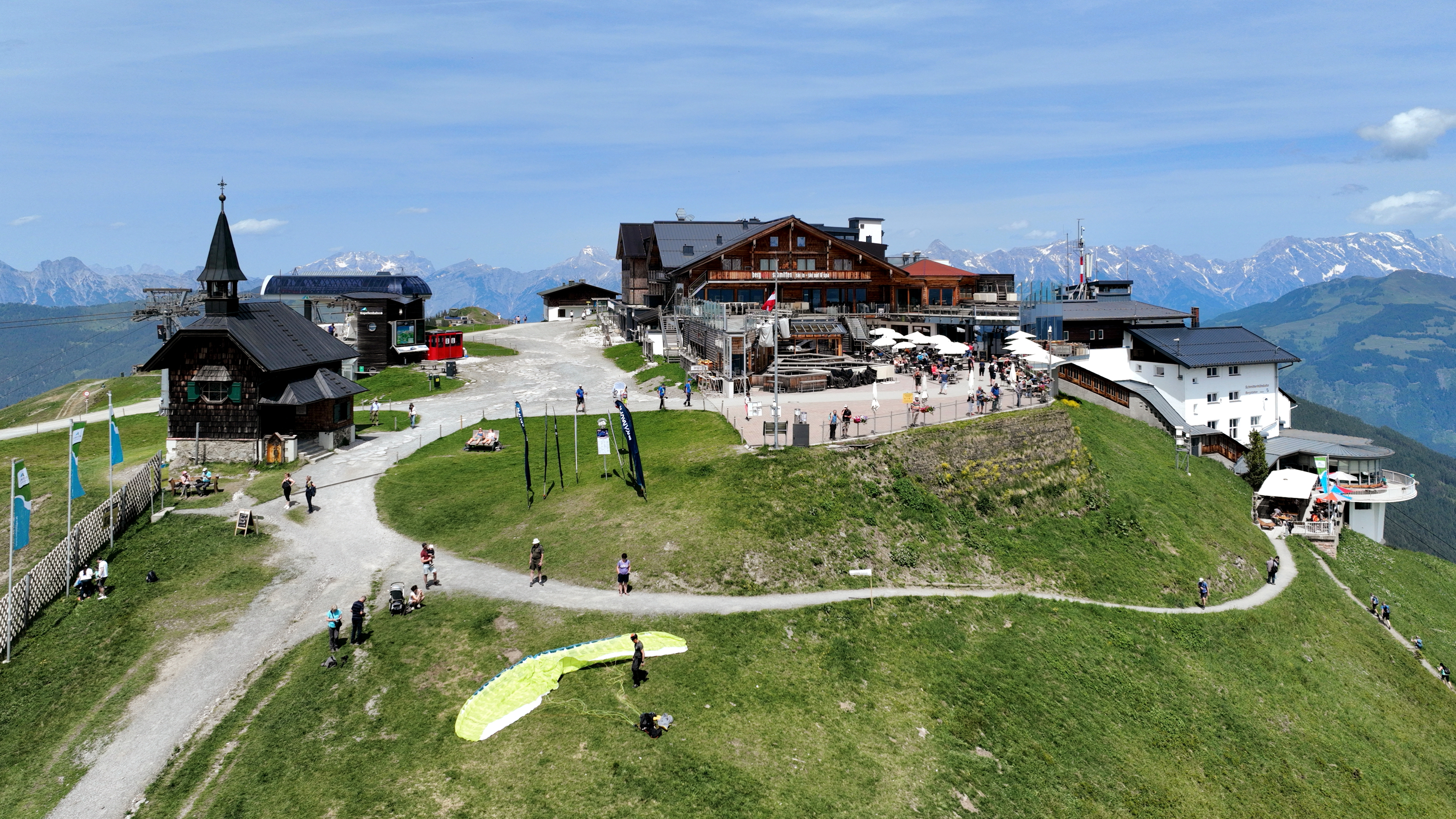
Die Schmittenhöhe; „Hausberg“ von Zell am See

Hausberg von Zell am See ist die Schmittenhöhe (1965 m ü. A.), ein bekannter Berg der Grauwackenzone (auch Grasberge genannt), der heutzutage vor allem für den Wintersport genutzt wird. Der Hundstein, Hausberg von Thumersbach, ist mit 2117 m ü. A. die höchste Erhebung der Salzburger Schieferalpen. Die Berge sind überwiegend bewaldet, oder weisen landwirtschaftlich genutzte Almregionen auf, beide sind durch Hütten, Schigebiete und Wanderwege auch touristisch erschlossen.
Am 30. Oktober 2017 war Baubeginn für das bisher größte Hochwasserschutzprojekt im Land Salzburg. Mindestens 3 Jahre wird die Bautätigkeit dauern, von insgesamt 20 Mio. Euro Kosten trägt der Großteil der Bund, daneben tragen Land und die Gemeinden bei. Über 60 Grundstückseigentümer gaben ihr Einverständnis. Im Zeller Becken werden dabei zwischen Bruck a. d. Glocknerstraße und dem Zeller Stadtteil Schüttdorf Ausweichflächen für Wasser geschaffen. Daneben wird das Flussbett der Salzach erweitert.

### Nachbargemeinden
Die angrenzenden Gemeinden sind:
| Viehhofen im Glemmtal | Saalfelden und Maishofen                    | Maria Alm                       |
|                       | Kompassrose, die auf Nachbargemeinden zeigt |                                 |
| Piesendorf            | Kaprun                                      | Bruck an der Großglocknerstraße |

### Stadtgliederung
Die Stadtgemeinde Zell am See gliedert sich in fünf Katastralgemeinden, die zugleich Ortschaften sind (in Klammern Einwohnerzahl Stand 1. Jänner 2024):
- Bruckberg (940) (Salzachtalhänge)
  - Dürnberg
  - Limberg
  - Zellermoos

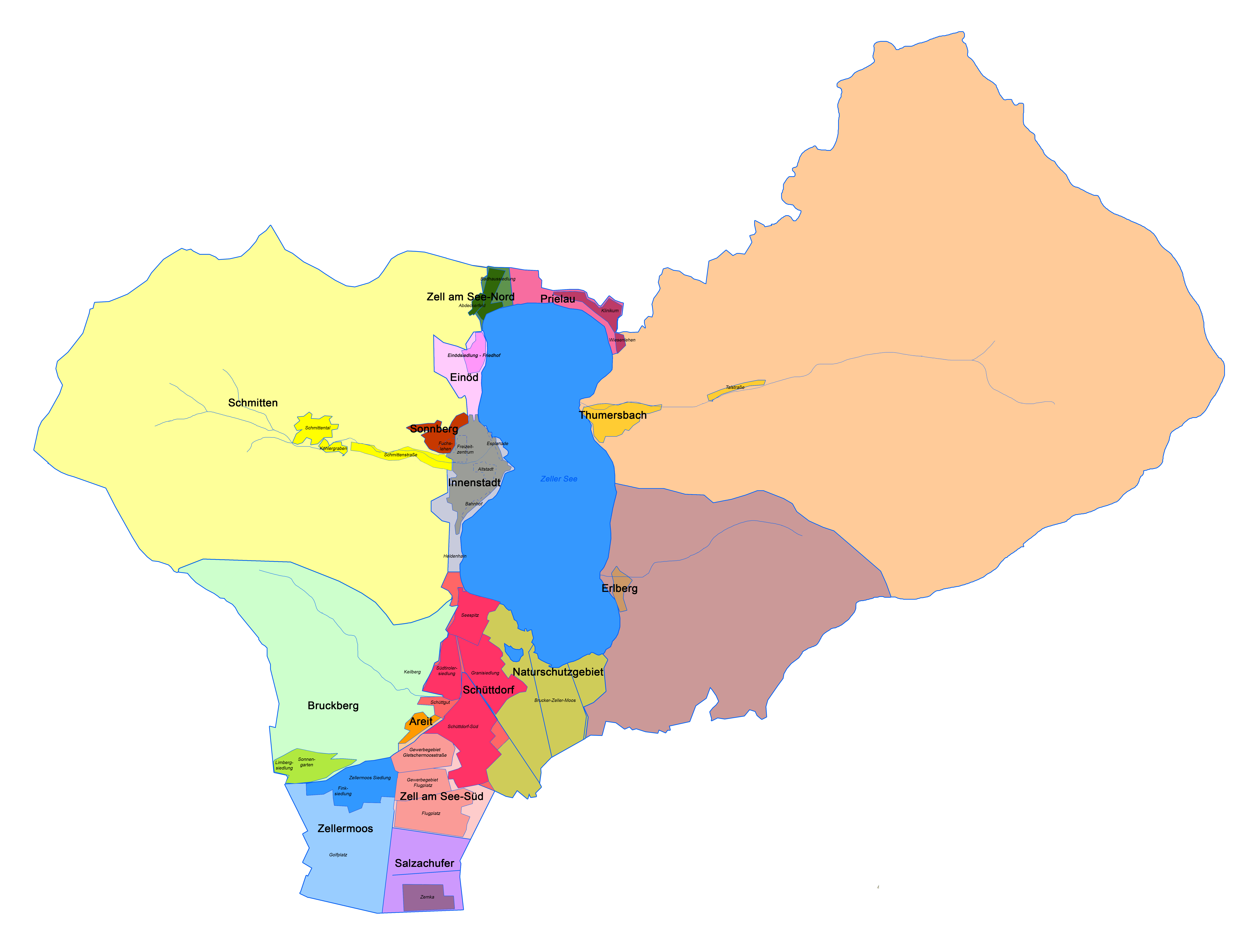
Die Zeller Stadtteile

- Erlberg (117) (beinhaltet das Naturschutzgebiet „Zeller See“)
- Schmitten (771)
- Thumersbach (1103)
  - Prielau
- Zell am See (7359)
  - Altstadt
  - Einöd
  - Schüttdorf

### Klima
|                        | Jan  | Feb  | Mär  | Apr  | Mai  | Jun  | Jul  | Aug  | Sep  | Okt  | Nov  | Dez  |   |      |
| Mittl. Temperatur (°C) | −4,1 | −2,2 | 2,4  | 7,2  | 12,3 | 15,1 | 17,0 | 16,4 | 12,5 | 8,0  | 2,0  | −2,3 | ⌀ | 7,1  |
| Mittl. Tagesmax. (°C)  | −0,3 | 3,0  | 8,3  | 13,9 | 19,2 | 21,5 | 23,6 | 23,0 | 18,7 | 13,8 | 5,8  | 0,8  | ⌀ | 12,7 |
| Mittl. Tagesmin. (°C)  | −7,0 | −5,9 | −1,6 | 2,5  | 7,2  | 10,3 | 12,2 | 11,9 | 8,6  | 4,5  | −0,6 | −4,7 | ⌀ | 3,2  |
|                        |      |      |      |      |      |      |      |      |      |      |      |      |   |      |
| Niederschlag (mm)      | 62   | 58   | 77   | 69   | 106  | 151  | 164  | 153  | 105  | 75   | 69   | 70   | Σ | 1159 |
|                        |      |      |      |      |      |      |      |      |      |      |      |      |   |      |
| Luftfeuchtigkeit (%)   | 79,8 | 67,2 | 58,2 | 50,2 | 49,6 | 54,3 | 54,7 | 56,1 | 59,0 | 61,9 | 73,7 | 81,4 | ⌀ | 62,2 |

| −7,0 |

| −5,9 |

| −1,6 |

| 2,5 |

| 7,2 |

| 10,3 |

| 12,2 |

| 11,9 |

| 8,6 |

| 4,5 |

| −0,6 |

| −4,7 |

| −7,0 |

| −5,9 |

| −1,6 |

| 2,5 |

| 7,2 |

| 10,3 |

| 12,2 |

| 11,9 |

| 8,6 |

| 4,5 |

| −0,6 |

| −4,7 |

## Geschichte
Die noch im 8. Jahrhundert verwendete Ortsbezeichnung „in Bisontio“ im Zusammenhang mit dem keltischen Volksstamm der Ambisonten, bronzezeitliche Keramikfragmente und Kupferschmelzplätze (nahe der Ebenbergalm, der Mittelstation und in Thumersbach) weisen auf eine Begehung und vermutlich auch erste Besiedlung des Raumes um den Zeller See schon vor über 3 000 Jahren hin. Auch in der Zeit der Römer (ein bedeutender Depotfund am Fuchslehen aus der Mitte des 2. Jahrhunderts n. Chr.) und der Völkerwanderung war der günstig gelegene Ort am Kreuzungspunkt mehrerer Verkehrswege (Saalachtal, Salzachtal, Nord-Süd-Verbindung über den Alpenhauptkamm mit einem keltisch-römischen Passheiligtum am Hochtor) von überregionalem Interesse. So spricht vieles dafür, dass der Saumhandel und eine damit im Zusammenhang stehende Siedlung bis zur bajuwarischen Landnahme im Frühmittelalter nie gänzlich aufgegeben wurden, auch die Gründung des späteren „Klosters“ als Wirtschaftszelle – vergleichbar einem Hospitium – in der zweiten Hälfte des 8. Jahrhunderts kann damit in Zusammenhang gebracht werden.

### Mittelalter und Frühe Neuzeit
Die erste Erwähnung dieser bald auch für die gesamte Ansiedlung namengebenden Wirtschaftszelle (Cella in Bisontio) erfolgte in der Urkundensammlung des Salzburger (Erz-)Bischofs Arn, der Notitia Arnonis, im Jahre 788/790. Die Gründer selbst sind im adeligen Bayern zu suchen, das in Salzburg nicht verbreitete Hippolyt-Patrozinium könnte mit dem Kloster Tegernsee in Verbindung stehen, aber auch das Umfeld des Bayernherzogs ist nicht auszuschließen. Erst im 12. und 13. Jahrhundert nahm der Einfluss der Salzburger Erzbischöfe im Pinzgau kontinuierlich zu, umfangreiche Erbverträge sicherten den Besitz des Erzstifts Salzburg in der Folge ab, endgültig fielen die einzelnen Grafschaften aber erst 1480 unter den Krummstab. Die Ursprünge des Marktrechts reichen in Zell im Pinzgau (Pisontia, Pinzgowe, Pinzcow, …) in die erste Hälfte des 14. Jahrhunderts zurück, weitere Marktprivilegien wurden 1357 verbrieft. Im Spätmittelalter kann Zell auch als Gerichtsort (1449 als Landgericht mit einem Unterrichter) belegt werden.
Obwohl sich der Nord-Süd-Handel immer mehr auf die inzwischen zu einem Karrenweg ausgebaute „Untere Straße“ über den Radstädter Tauern verlagerte, nahmen die Zeller als Beherberger, Säumer und Zwischenhändler immer noch eine bedeutende Rolle ein, man belieferte den Süden vorwiegend mit Salz aus den erzbischöflichen Salinen und kehrte mit Produkten des Mittelmeerraumes (Süßwein, Öl, Südfrüchte, „Venedigerwaren“, …) zurück. Zahlreiche schon im 15. Jahrhundert verbriefte Zeller Gast- und Beherbergungsbetriebe standen vornehmlich in Verbindung zu „Weinlehen“, für die Saumpferde standen große Stallungen zur Verfügung. Da Zell am See somit vom Markt- und Fernhandel stark profitierte und (im Gegensatz zu dem in den Bauernkriegen stark umkämpften Radstadt) nie eine Stadtmauer besaß, versuchte man offenbar, sich aus kriegerischen Auseinandersetzungen und Aufständen möglichst herauszuhalten, auch beim Bauernaufstand 1525/26 hatte man sich bereits im Vorfeld der Entscheidungsschlacht am Zeller See (am 1. Juli 1526 unter der Führung von Peter Päßler) den Truppen des Schwäbischen Bundes unterworfen. Im Zusammenhang mit neuerlichen Bauernunruhen wurde 1606 u. a. auch der Zeller Pfleger Caspar Vogl auf Geheiß des Erzbischofs Wolf Dietrich von Raitenau hingerichtet. Die Prozesse und Massenhinrichtungen rund um den mysteriösen Zauberer Jackl betrafen das ganze Land, auch in Zell im Pinzgau wurde 1682 ein Zaubererbub hingerichtet. Von der Vertreibung der Protestanten aus Salzburg unter Fürsterzbischof Leopold Anton Freiherr von Firmian 1731 waren im „Gericht Zell“ sechs Bauerngüter betroffen.
Wirtschaftlich war über Jahrhunderte hinweg der Bergbau von Bedeutung, in zahlreichen Stollen in den damals noch selbstständigen Kommunen Bruckberg-Schmitten und Thumersbach wurden Kupfer- und Schwefelkies-Erze (Pyrit und Markasit) sowie silberhaltiger Bleiglanz und Zinkblende abgebaut. Als Gewerken traten hierorts besonders die Rosenberger in Erscheinung; auf sie geht auch das (ab) 1577 erbaute und seit 1973 als Rathaus genutzte Schloss Rosenberg zurück.

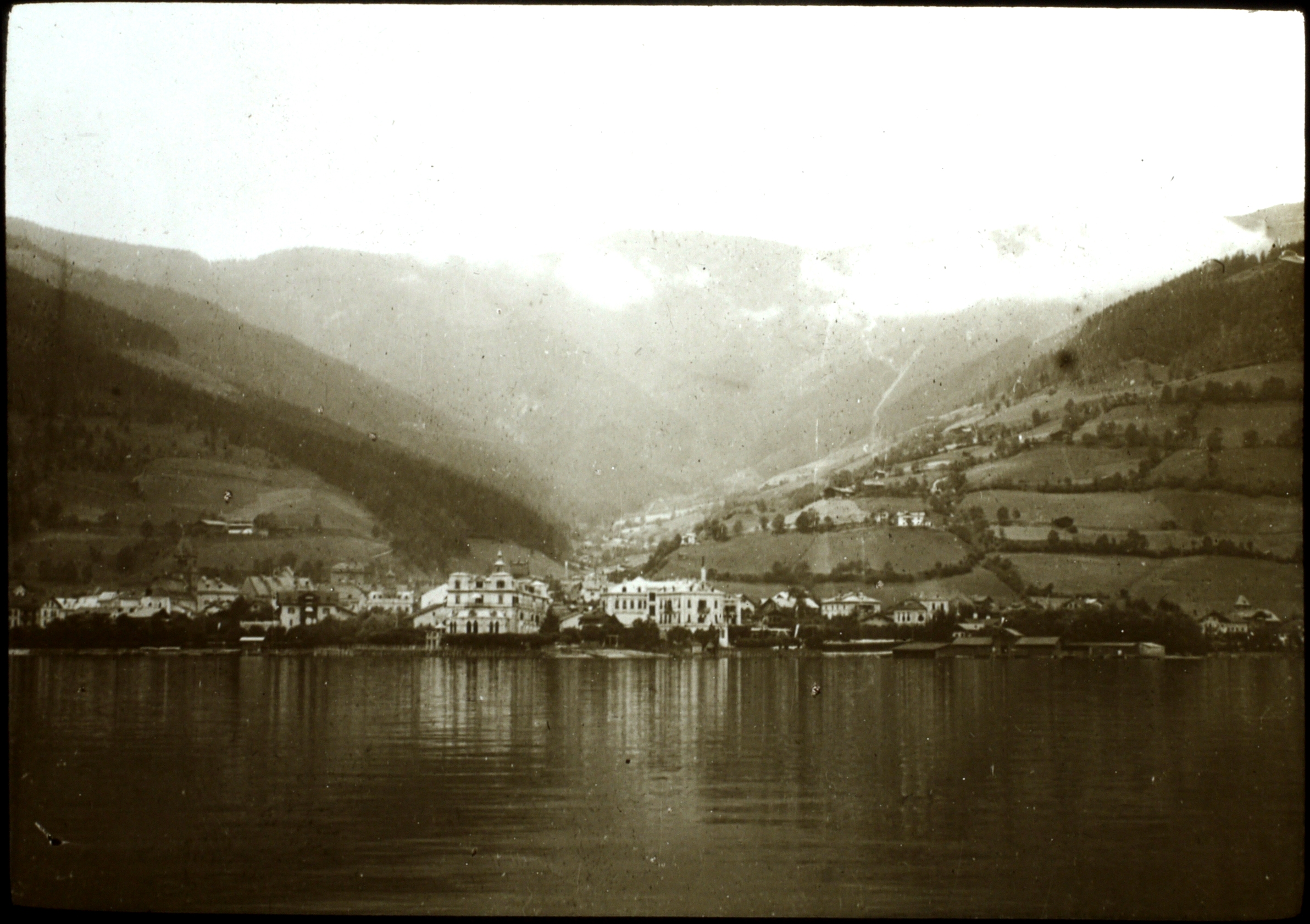
Zell am See (Juli 1903)

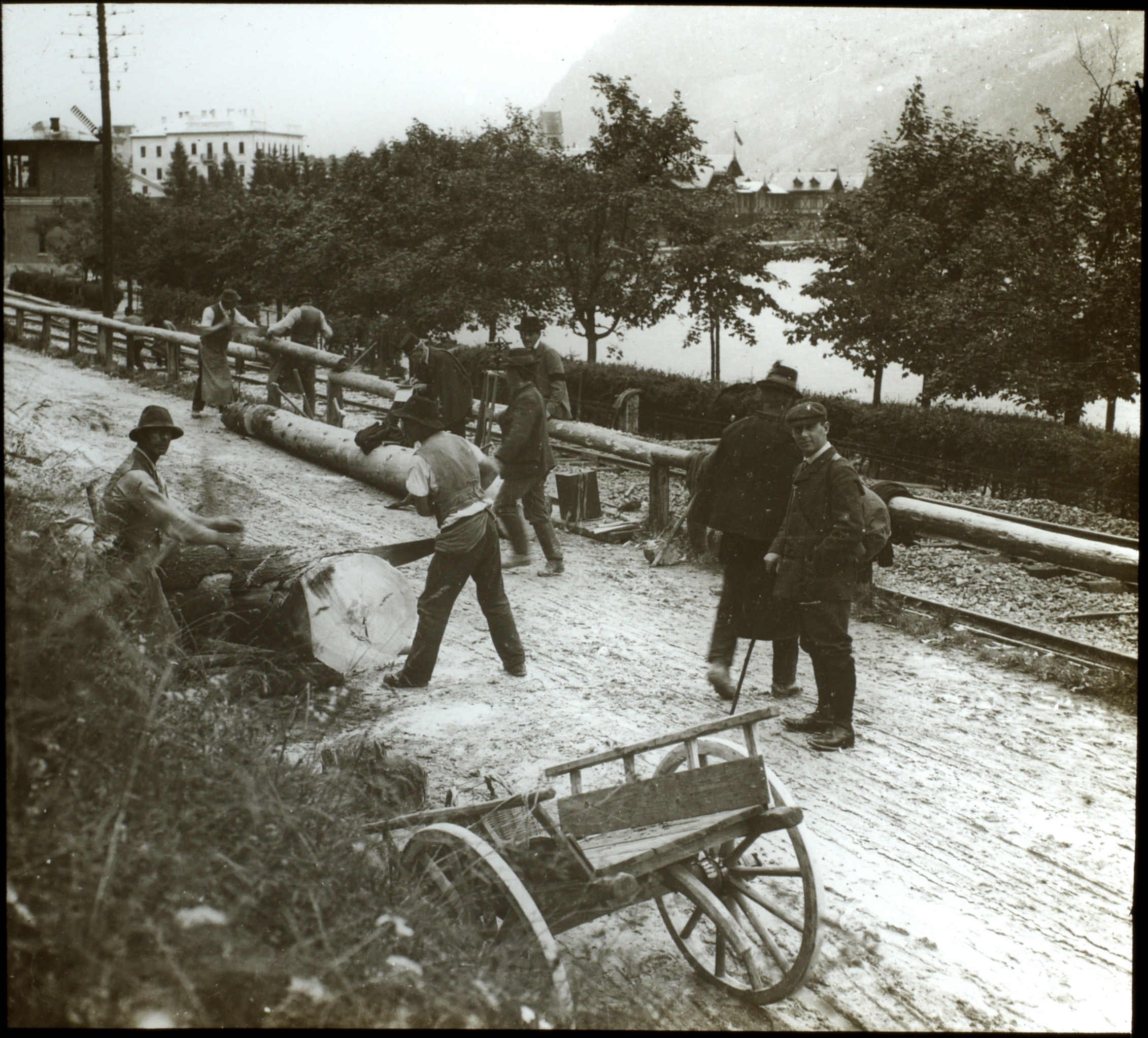
Zell am See (Juni 1903) A.E.Hasse

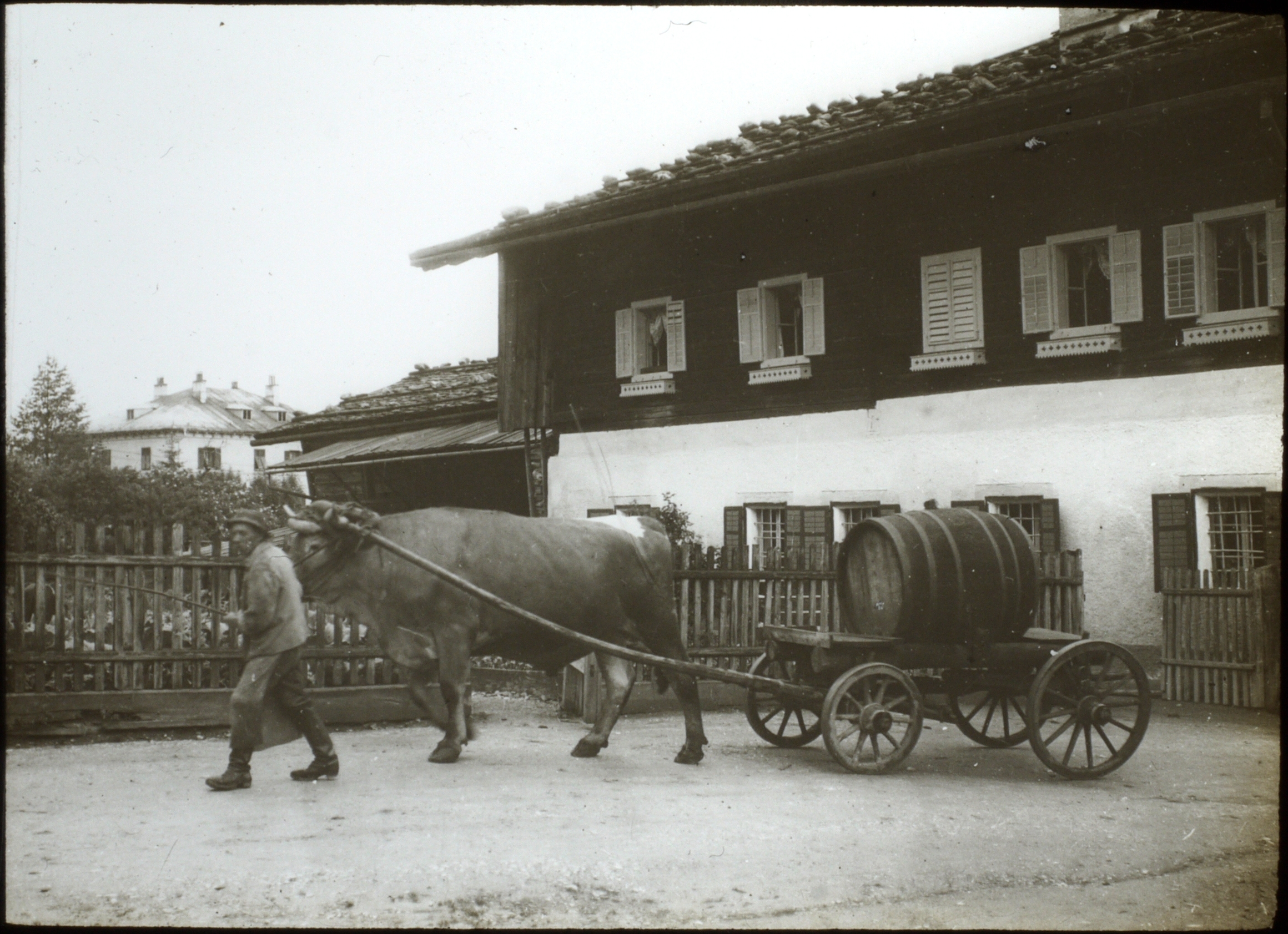
Zell am See (Juni 1903), Brauereikarren

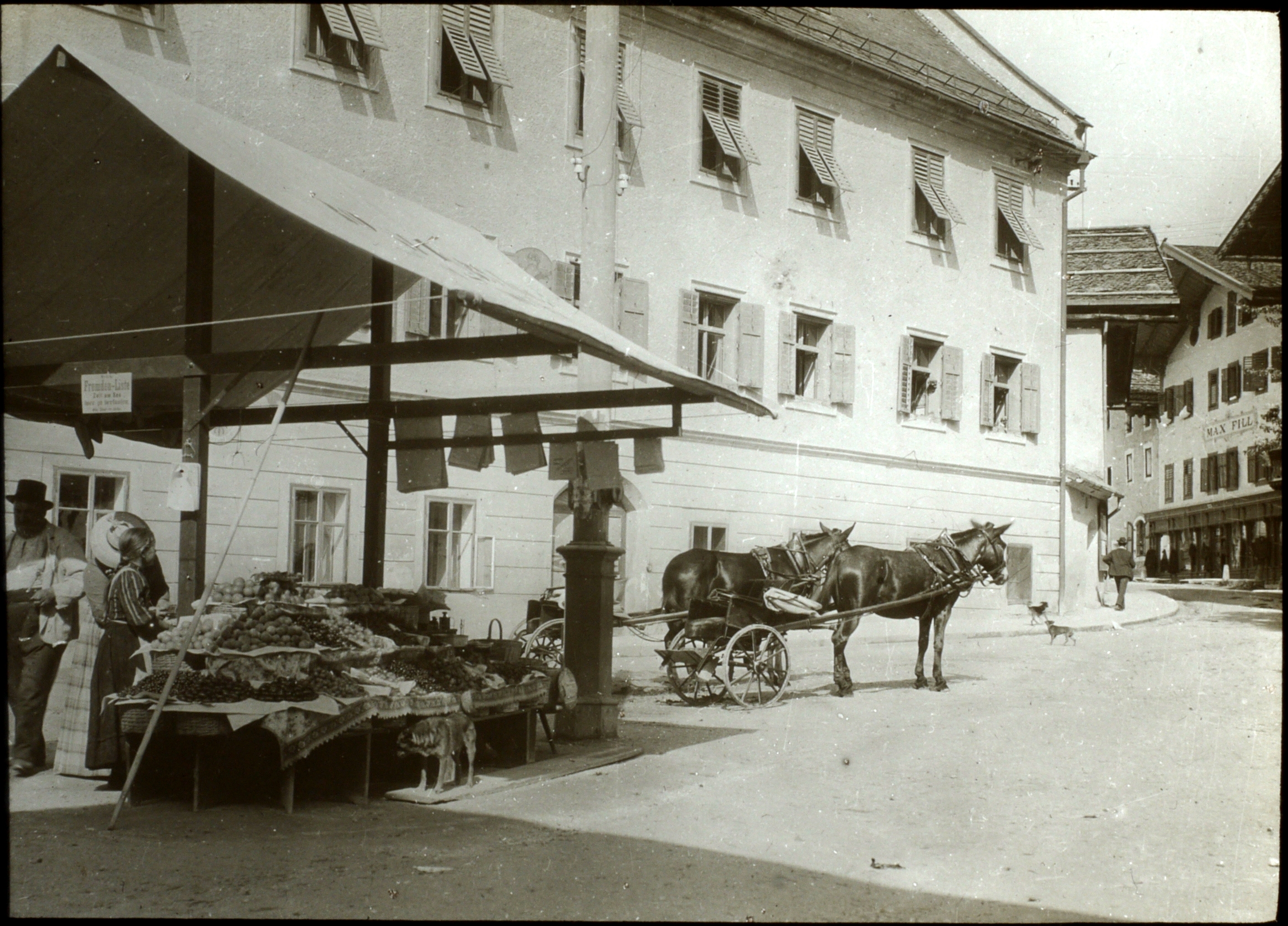
Zell am See (Juni 1903) – Marktplatz (Heute Stadtplatz)

### 19. Jahrhundert
Napoleons Feldzüge berührten Zell am See vorerst nur am Rande. Allerdings fand schon am 27. Dezember 1800 im Gasthaus Bräu (später Alte Post) am Zeller Marktplatz ein Schützenkongress statt, bei dem die Gerichte des Pinzgaus und Pongaus den Widerstand und die Zusammenarbeit mit den benachbarten Tirolern gegen die französischen Truppen beschlossen. In der Folge war der Marktort mehrmals von der Leistung harter Kriegskontributionen (Entschädigungen) betroffen, die sowohl an die französischen Truppen und in wesentlich geringerem und milderen Ausmaß auch an die „Tyroller“ Schützen abgeliefert werden mussten. 1809 waren die Gefühle in Zell für den Krieg im seit dem 13. Jahrhundert salzburgischen Zell im Pinzgau möglicherweise gemischt. Beispielsweise beteiligte sich „nur eine kleine Zahl von Schützen aus Zell am See“  am Hinhaltekampf Anton Wallners und Johann Panzls an der Halbstundenbrücke bei Taxenbach gegen die im Salzachtal Richtung Pinzgau vorrückenden bayerischen Invasoren. In der bayerischen Periode Salzburgs von 1810 bis 1816 dürfte auch die Bezeichnung Zell am See statt Zell im Pinzgau immer mehr in Gebrauch gekommen und schließlich üblich geworden sein.
1816 kam das bis 1803 selbstständige Erzstift Salzburg und damit auch Zell am See an die österreichische Krone. Nachdem 1850 die k.k. Bezirkshauptmannschaft in die Nachbargemeinde Saalfelden verlegt worden war (in Zell sollte nur mehr das Bezirkskollegialgericht bestehen bleiben), erreichte 1854 der bedeutendste Zeller Bürgermeister des 19. Jahrhunderts, Josef Salzmann, von den Ministerien in Wien die Rückverlegung. Somit blieb Zell am See auch Sitz der Bezirkshauptmannschaft, wodurch im Ort bis heute zahlreiche Ämter und Verwaltungsstellen ansässig sind. Ebenso erfolgreich war das Bemühen Salzmanns, dass die Eisenbahntrasse der Salzburg-Tiroler-Bahn nicht – wie aus Kostengründen umgeplant – über die damals noch eigenständige Kommune Thumersbach, sondern über Zell am See geführt wurde. Zur feierlichen Eröffnung am 30. Juli 1875 mit viel Prominenz kamen hunderte Schaulustige aus dem ganzen Pinzgau. Der Anschluss an das Eisenbahnnetz markiert den eigentlichen Beginn der touristischen Erschließung des Ortes, an dem Pioniere wie Rudolf Ehrenfried Riemann gemeinsam mit Bürgermeister Salzmann, Bezirkshauptmann Johann Stöckl oder Bezirksbauingenieur Nikolaus Gassner einen großen Anteil hatten. So wurde 1877 auch ein Verschönerungsverein zur Herstellung und Erhaltung der Promenadenwege gegründet, Faltprospekte und Wanderkarten herausgegeben. An der Erschließung der Pinzgauer Berge mit ihrer Gletscherwelt war gemeinsam mit Rudolf Riemann die bereits 1871 ins Leben gerufene Sektion Pinzgau des D. u. Ö. Alpenvereins maßgeblich beteiligt.
Im August 1885 hielt sich die österreichische Kaiserin Elisabeth („Sisi“) ein paar Tage in Zell am See auf und bestieg die Schmittenhöhe. In ihrer Begleitung befanden sich ihre jüngste Tochter, Erzherzogin Marie Valerie, sowie zwei ihrer Schwestern mit Familie. Im Sommer 1893 nächtigte auch Kaiser Franz Joseph I. im Ort und besuchte die Schmittenhöhe und das Kapruner Tal. In dieser Zeller Gründerzeit entstanden zahlreiche neue Beherbergungsbetriebe wie 1876 das Hotel Krone, 1879 das Hotel Kaiserin Elisabeth, 1878 bzw. 1894 das Grand Hotel am See oder 1898 der Pinzgauer Hof (heute Finanzamt). In diesem Jahr wurde mit dem Bau der Pinzgauer Lokalbahn auch der Oberpinzgau – und damit die Krimmler Wasserfälle – verkehrsmäßig erschlossen. 1900 hielt sich die bekannte Familie Trapp einen Sommer lang in Thumersbach auf.
Zum Ruf von Zell am See als Tourismusort trugen in hohem Maße auch Künstler wie der deutsche Vedutenmaler August Franz Heinrich von Naumann, der Prager Kupferstecher Anton Balzer, der deutsche Landschaftsmaler und Graphiker Wilhelm Friedrich Schlotterbeck oder der aus Heidelberg stammende Vedutenmaler und Kupferstecher Johann Jakob Strüdt bei. Es folgten die (alt-)österreichischen Künstler Franz Barbarini, Franz Josef Sandmann, Thomas Ender, Friedrich Gauermann, Hubert Sattler und Edmund Höd, der Engländer Edward Theodore Compton, der nach Zell gezogene Karl Flieher und die einheimische Malerfamilie Schmiderer. Sie alle malten und zeichneten mit Leidenschaft den kleinen Marktort und die „schaurig-schöne“ Hochgebirgslandschaft, ihre Ölgemälde, Illustrationen, Stiche und Prospekte erreichten ein internationales Publikum.

### 20. Jahrhundert
Ein jähes Ende des allgemeinen Aufschwungs brachte der Erste Weltkrieg. 270 Zeller mussten einrücken, 62 davon mussten im Krieg ihr Leben lassen. Kriegerdenkmäler neben der Stadtpfarrkirche und in Thumersbach erinnern daran. In Zell am See war – so wie überall – eine drastische Verknappung und die dadurch notwendige Rationierung der Lebensmittel schmerzlich zu spüren. Zudem hatte schon bald nach Kriegsbeginn die k.k. Militärbehörde die Unterbringung Verwundeter und die Schaffung eines TBC-Heimes angeordnet. Zudem wurde ab 1913/14 die Westbahn zweigleisig ausgebaut, das Vorgehen mancher Bahnfunktionäre und Bauleiter war rücksichtlos, die schönen Promenadenwege am See wurden durch ein „Geleiswirrwarr“ beschnitten. Nachdem 1915 auch das renommierte Hotel Kaiserin Elisabeth der Spitzhacke zum Opfer gefallen war, konnte Bürgermeister Josef Wisgrill nur unter hohem persönlichen Einsatz eine Verbauung des damals noch der Bahn gehörigen Elisabethparks mit Werkstätten und Baracken verhindern. Im Gemeinderat wurde 1918 dann der rasche Ankauf dieses Parks erwogen und 1925 schließlich auch vollzogen. Unmittelbar nach Kriegsende gab Wisgrill aus gesundheitlichen Gründen das Bürgermeisteramt an den bei Bürgermusik und Feuerwehr verdienten „ersten Gemeinderat“, Anton Gassner (Deutsche Arbeiterpartei > DAP), ab.
Nach einem überraschenden Wahlsieg der Sozialdemokraten im Jahr 1919 und der (ersten) Amtsperiode von Anton Werber (krankheitsbedingt z. T. vertreten durch den bürgerlichen Vizebürgermeister Leo Gastgeber) einigte man sich im bürgerlichen und nationalen Lager auf einen gemeinsamen Bürgermeisterkandidaten. Nach den Wahlen im Jahr 1922 wurde der nationale Josef Ernst (DAP, später in Österreich DNSAP bzw. Hitlerbewegung) Bürgermeister. Bei den Wahlen 1925 kandidierte in Zell am See eine „Einheitsliste der wirtschaftlich vereinigten christlichsozialen, großdeutschen und nationalsozialistischen Parteien in Zell am See“, Listenführer war Ludwig Margreiter, ihm folgte als designierter Bürgermeister Josef Ernst. In der schließlich neunjährigen Amtszeit von Josef Ernst wurde Zell am 24. Jänner 1928 vom Salzburger Landtag zur Stadt erhoben, begründet wurde dies „in Würdigung der hervorragenden Entwicklung des Marktes, die er auf dem Gebiete des Fremdenverkehrs bereits zu Ende des vergangenen Jahrhunderts, insbesondere aber in jüngster Zeit genommen hat“. Wesentlich dazu hatte beigetragen, dass als fünfte Seilbahn Österreichs und erste in Salzburg die Schmittenhöhebahn innerhalb eines Jahres erbaut und am 30. Dezember 1927 offiziell in Betrieb genommen werden konnte. Ein besonderes Verdienst kam hierbei auch Landeshauptmann Franz Rehrl zu.
Im Jahr 1931 zerbrach die bürgerlich-nationale Koalition, Streitigkeiten innerhalb der Gruppen führten zu einer Spaltung in ein Großdeutsches Lager und dem Flügel der Hitlerbewegung. Nach drei dramatischen Wahlgängen und Geheimabsprachen bekam der Sozialdemokrat Werber – nach 1919 erneut – eine Mehrheit. In der nun zweiten Amtsperiode Werbers (April 1931 bis Mai 1933) eskalierte allerdings die seit Jahren angespannte Lage. Die Zeller Gemeindevertretung schaltete sich – vergleichbar mit den Vorgängen im Parlament in Wien – ebenso selbst aus. Nach einem Misstrauensvotum entstand ein Zustand „ex lege“, mit Bezirkshauptmann Rudolf Hanifle musste von der Landesregierung ein Regierungskommissär anstelle eines gewählten Bürgermeisters mit der Führung der Amtsgeschäfte beauftragt werden. Von Dezember 1933 bis Juni 1934 nahm diese Aufgabe Regierungsrat Leo Weißengruber wahr, ihm folgte Adalbert Müller. Zell war in den beginnenden Dreißigerjahren zur „notleidendsten Gemeinde des ganzen Landes“ abgesunken, Unruhen und Schlägereien waren an der Tagesordnung, zur Aufrechterhaltung der öffentlichen Ordnung mussten 1933 sogar Militäreinheiten in Zell stationiert werden.
Erst im Mai 1936 konstituierte sich wieder eine reguläre Gemeindevertretung, der über allen Lagern stehende Sebastian Hörl nahm 1936 nach langem Zögern das Amt an, er wurde beim Anschluss Österreichs an das Deutsche Reich im März 1938 von den Nationalsozialisten abgesetzt. Für kurze Zeit fungierte Georg Lippert (NSDAP) interimistisch als Bürgermeister, von 1939 bis 1945 führte der zum Amtsbürgermeister bestellte Nationalsozialist Ing. Erich Janik die Geschäfte der Bergstadt.
Die Euphorie bei den zahlreichen Parteigängern und Sympathisanten des Anschlusses verflachte nach Ausbruch des Zweiten Weltkriegs im Jahr 1939 sehr rasch, auch in Zell am See musste bald alles den „kriegswirtschaftlichen Erfordernissen“ untergeordnet werden. Rund 1050 Zeller waren zum Kriegsdienst eingezogen worden, die Gemeinde hatte schlussendlich 183 Tote und Vermisste zu beklagen.

Anlässlich von Bauarbeiten für eine Segelflugschule des Nationalsozialistischen Fliegerkorps (NSFK) wurden auf Gemeindegrund ab 1939 von Zwangsarbeitern aus den besetzten Kriegsgebieten im Osten Baracken errichtet, auch wurde seitens der Gauleitung die Erbauung von Behelfsheimen für Bombengeschädigte in Zell am See angeordnet. Aber der Luftkrieg erreichte zunehmend auch das Gebirge, bis Kriegsende hatte es 459x Luftalarm gegeben, die Stadt selbst blieb von Bombentreffern verschont.
Von Beginn der nationalsozialistischen Amtsübernahme an gab es auch in Zell am See Deportationen in Konzentrationslager (u. a. der frühere Regierungskommissär und spätere Bezirkshauptmann Franz Gasteiger), Arisierungen (mit Begünstigungen wie z. B. des NS-Generalmusikdirektors Herbert von Karajan oder des Führerbildhauers Joseph Thorak) und Repressalien gegen die Bevölkerung. Mehrfach wurden diesbezüglich Haftstrafen wegen regimefeindlicher Äußerungen (Aufwiegelung), dem Hören von „Feindsendern“ oder „Schwarzschlachtungen“ verhängt, der Zeller Reichsbahnangestellte Andreas Kronewitter wurde aufgrund an seinen Sohn an die Front geschriebener Briefe wegen Wehrkraftzersetzung 1944 zum Tode verurteilt und hingerichtet.
Für die in Berlin befindliche Reichsregierung, den Reichsministerien und dem Sicherheitsapparat kamen im April 1945 während der Schlacht um Berlin Evakuierungsmaßnahmen zur Ausführung. Einzig Hermann Göring ging, nachdem Hitler sich am 22. April entschieden hatte in Berlin zu bleiben, mit seinen Stäben nach Süddeutschland. Der Großteil der zu evakuierenden Stäbe sollte sich in Richtung Norden absetzen. Anfang Mai 1945 wurde in Flensburg im Sonderbereich Mürwik die letzte Reichsregierung formiert. Die von führenden Nationalsozialisten propagierte Alpenfestung war zwar ein Trugbild, dennoch befanden sich gegen Ende des Krieges einige wenige evakuierte Führungsstäbe der Wehrmacht in Mittersill, Niedernsill, Maria Alm und Zell am See, das Oberkommando der Luftwaffe (OKW) bezog in Thumersbach Quartier. In dieser Zeit erlebte Zell am See ganz allgemein auch die größte Invasion seiner Geschichte. Waren schon seit 1942 verstärkt Reichsdeutsche und Südtiroler (Optanten) v. a. in der „Neuen Heimat“ in Schüttdorf und Einöd angesiedelt worden (Südtiroler-Siedlungen), so kamen in den letzten Kriegsmonaten tausende Flüchtlinge aus den Kampfgebieten Deutschlands und Ostösterreichs nach Zell am See. Neben den Unterkünften in den Baracken und Behelfsheimen mussten nun auch vielfach in Hotels und Gasthöfen Lazarette eingerichtet werden, die Zahl der Einwohner stieg auf über 11.000 an.
Die ersten amerikanischen Soldaten im Pinzgau waren die Fallschirmjäger der 101. US-Luftlandedivision (101st Airborne Division), sie rückten am 8. Mai 1945, dem Tag der Bedingungslosen Kapitulation der Wehrmacht in Zell am See ein. Wenig später übernahm die „Rainbow Division“ (42nd Infantry) die Verwaltung, Entnazifizierung und Demokratisierung der befreiten Gebiete im Pinzgau. Bald gelang es den amerikanischen Befehlshabern in Zusammenarbeit mit den Vertretern der Stadtgemeinde, den weit verbreiteten Mangel an Nahrungsmitteln und anderen Gütern des alltäglichen Bedarfs zu lindern. Erwähnenswert ist auch, dass es damals in Zell am See im Grand Hotel (mit einer Außenstelle im Metzgerwirt) eine amerikanische Universität (die Rainbow University) gab. Aber auch in Zell am See wurde für die Bildung nach dem Krieg viel getan: So wurden 1955 eine weitere Volksschule und eine Handelsschule gegründet, 1963 kam ein Bundesrealgymnasium hinzu.
Die ersten Jahre nach Kriegsende waren wie überall auch in Zell am See schwierig, v. a. die Lebensmittelknappheit machte den Menschen zu schaffen, auch standen umfangreiche Aufräum- und Restaurierungsarbeiten an. Langsam wurde aber alles wieder hergestellt, die Infrastruktur auf der Schmittenhöhe durch neue Lifte und großzügigere Skiabfahrten kontinuierlich verbessert, auch die Schifffahrt konnte durch den Ankauf des Bootes Libelle gefördert werden. Daran schlossen sich kommunale Werke, der Aufbau der Volksschule, die Adaptierung und Einrichtung des Krankenhauses und vieles mehr an. Durch die steigende Konjunktur und den stetig wachsenden Fremdenverkehr rückte Zell am See bald wieder in die erste Reihe der Salzburger Fremdenverkehrsorte auf. Auffallend ist, dass dem Wintertourismus in den „Fünfzigern“ und „Sechzigern“ nun immer mehr Bedeutung zukam, der Skilauf fand zunehmend Anhänger.
Am 12. Juni 1966 wurde Zell am See von einer Unwetterkatastrophe heimgesucht. Nach zweistündigem Gewitter mit Regenfällen und Hagelschlag, trat der Schmittenbach über die Ufer, unterspülte Häuser und riss mehrere Fahrzeuge mit sich. Die Straßen waren bald von Schlamm und Geröllmassen unpassierbar. Eine Schlammlawine tötete sieben deutsche Feriengäste in einem Apartmenthaus im Ortsteil Einöd. Die Lage wurde so dramatisch, dass Bürgermeister Ernst Höfer den Notstand ausrufen und hunderte Helfer von Feuerwehr, Gendarmerie und Bundesheer angefordert werden mussten.
Als besonders nachhaltig gelten in Zell am See die 1960er und 1970er Jahre, unter Bürgermeister Ernst Höfer und Alois Latini konnten zahlreiche Projekte verwirklicht werden. Besonders wertvoll erwies sich Ankauf des Schlosses Rosenberg; der Gewerkenbau aus dem 16. Jahrhundert wurde generalsaniert und in der Folge als Rathaus adaptiert. 1973 wurde die Fußgängerzone im Stadtzentrum beschlossen und umgesetzt. Ende der siebziger Jahre war Zell am See Austragungsort von alpinen Weltcuprennen, mit dabei natürlich auch die österreichische „Jahrhundertsportlerin“ Annemarie Moser-Pröll. Mit dem Bau der Zeller Bergbahn (heute CityXpress) konnte das immerwährende Ziel eines direkten Zugangs von der Stadt auf die Schmittenhöhe verwirklicht werden.
Die wohl größte Herausforderung für alle Verantwortlichen war der ständig zunehmende Verkehr auf der Bundesstraße B311 durch die Stadt, schon seit den sechziger Jahren wurde immer wieder der Ruf nach einem Umfahrungstunnel laut. Baubeginn war schließlich aber erst im Jahr 1993, feierlich eröffnet konnte der Umfahrungstunnel am 27. Juni 1996 in der Amtszeit von Bürgermeister Walter Thaler werden.
Ab der ersten Hälfte der neunziger Jahre lagen die Nächtigungszahlen im Winterhalbjahr ständig über denjenigen der Sommermonate, heute verzeichnet man in der Region Zell am See – Kaprun jährlich über zwei Millionen Übernachtungen (2011/12: 2,247.426).

### 21. Jahrhundert
Neben zahlreichen weiteren infrastrukturellen Maßnahmen konnte unter Bürgermeister Georg Maltschnig 2007 mit dem Bau des Ferry Porsche Congress Centers (FPCC) ein zentrales Kongress- und Veranstaltungszentrum realisiert werden.

## Politik
| Gemeinderatswahl 2024Wahlbeteiligung: 55,6 % 50403020100 33,3 (−8,5)44,2 (+4,3)11,3 (−3,0)n. k. (−4,0)11,2 (n. k.) ÖVPSPÖGRÜNEFPSFPÖ20192024 |

Die Gemeindevertretung hat insgesamt 25 Mitglieder.
- Mit den Gemeindevertretungs- und Bürgermeisterwahlen in Salzburg 2004 hatte die Gemeindevertretung folgende Verteilung: 14 SPÖ, 9 ÖVP, und 2 FPÖ.
- Mit den Gemeindevertretungs- und Bürgermeisterwahlen in Salzburg 2009 hatte die Gemeindevertretung folgende Verteilung: 13 ÖVP, 10 SPÖ, 3 GRÜBL, und 1 FPÖ.[43]
- Mit den Gemeindevertretungs- und Bürgermeisterwahlen in Salzburg 2014 hatte die Gemeindevertretung folgende Verteilung: 13 ÖVP, 8 SPÖ, 3 GRÜNE, und 1 FPS.[44]
- Mit den Gemeindevertretungs- und Bürgermeisterwahlen in Salzburg 2019 hatte die Gemeindevertretung folgende Verteilung: 11 ÖVP, 10 SPÖ, 3 GRÜNE, und 2 FPS.[45]
- Mit den Gemeindevertretungs- und Bürgermeisterwahlen in Salzburg 2024 hat die Gemeindevertretung folgende Verteilung: 11 SPÖ, 8 ÖVP, 3 GRÜNE und 3 FPÖ.[46]

### Bürgermeister
- 1919–1922 Anton Werber (SDAP)
- 1922–1931 Josef Ernst (DNSAP)
- 1931–1933 Anton Werber
- 1933 Rudolf Hanifle
- 1933–1934 Rudolf Weißengruber
- 1934–1936 Adalbert Mueller
- 1936–1938 Sebastian Hörl
- 1938–1939 Georg Lippert (NSDAP)
- 1939–1945 Erich Janik (NSDAP)
- 1945 Erich Schandlbauer
- 1945 Roland Weinlich
- 1945–1955 Erwin Prodinger (ÖVP)
- 1955–1959 Richard Glantschnigg (ÖVP)
- 1959–1969 Ernst Höfer (SPÖ)
- 1969–1982 Alois Latini (SPÖ)
- 1982–1993 Walter Thaler (SPÖ)
- 1993–1998 Johann Wallner (SPÖ)[47]
- 1998–2008 Georg Maltschnig (SPÖ)[48]
- 2008–2009 Bernd Kaiser (SPÖ)[49]
- 2009–2013 Hermann Kaufmann (ÖVP)[50]
- 2013–2019 Peter Padourek (ÖVP)[51]
- seit 2019 Andreas Wimmreuter (SPÖ)[52]

### Wappen
Das Wappen der Gemeinde ist: „Im schwarzen Schild auf naturfarbenem Boden die Gestalt des Kirchenpatrons von Zell am See St. Hippolytus, und zwar eines rechtsgewendeten nimbierten, geharnischten Ritters mit roter, hermelingestulpter Kappe und über die linke Schulter geworfenem und in weiten Falten bis zum Boden herabhängendem Roten Mantel. In der Rechten hält der Ritter die weiße Kreuzesfahne mit einem roten Kreuz und in der Linken, die auch den Mantel hält, ein an die Schulter gelehntes Schwert.“
Neben dem Wappen führt die Gemeinde eine Fahne mit den Farben Weiß-Rot-Weiß.

### Städtepartnerschaft
Zell am See unterhält eine partnerschaftliche Beziehung zu
- Vellmar (Hessen) in Deutschland seit 1978

## Kultur und Sehenswürdigkeiten

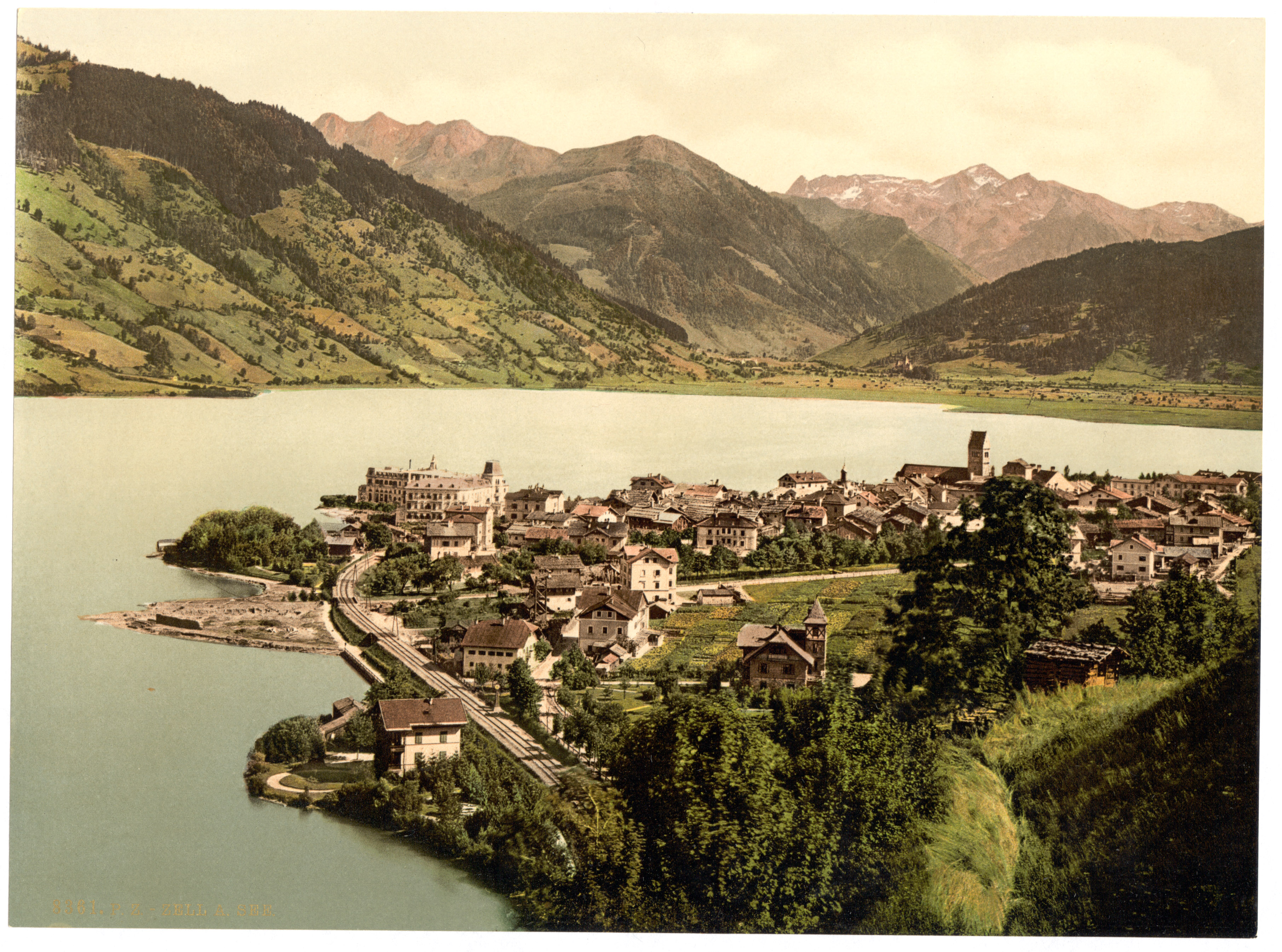
Zeller Altstadt um 1900

Schloss Rosenberg, heutiges Rathaus

Stadtpfarrkirche Zell am See

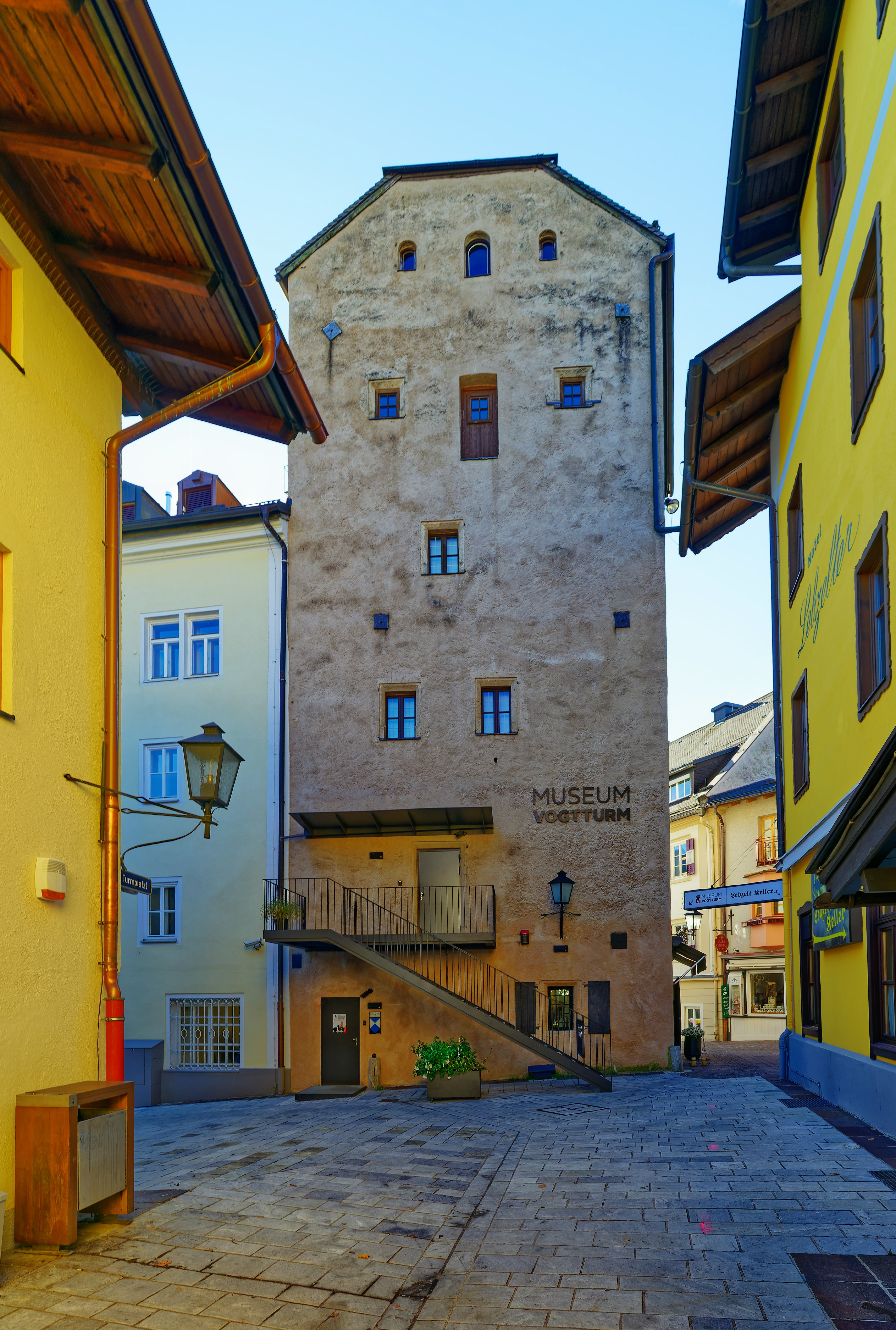
Kastnerturm

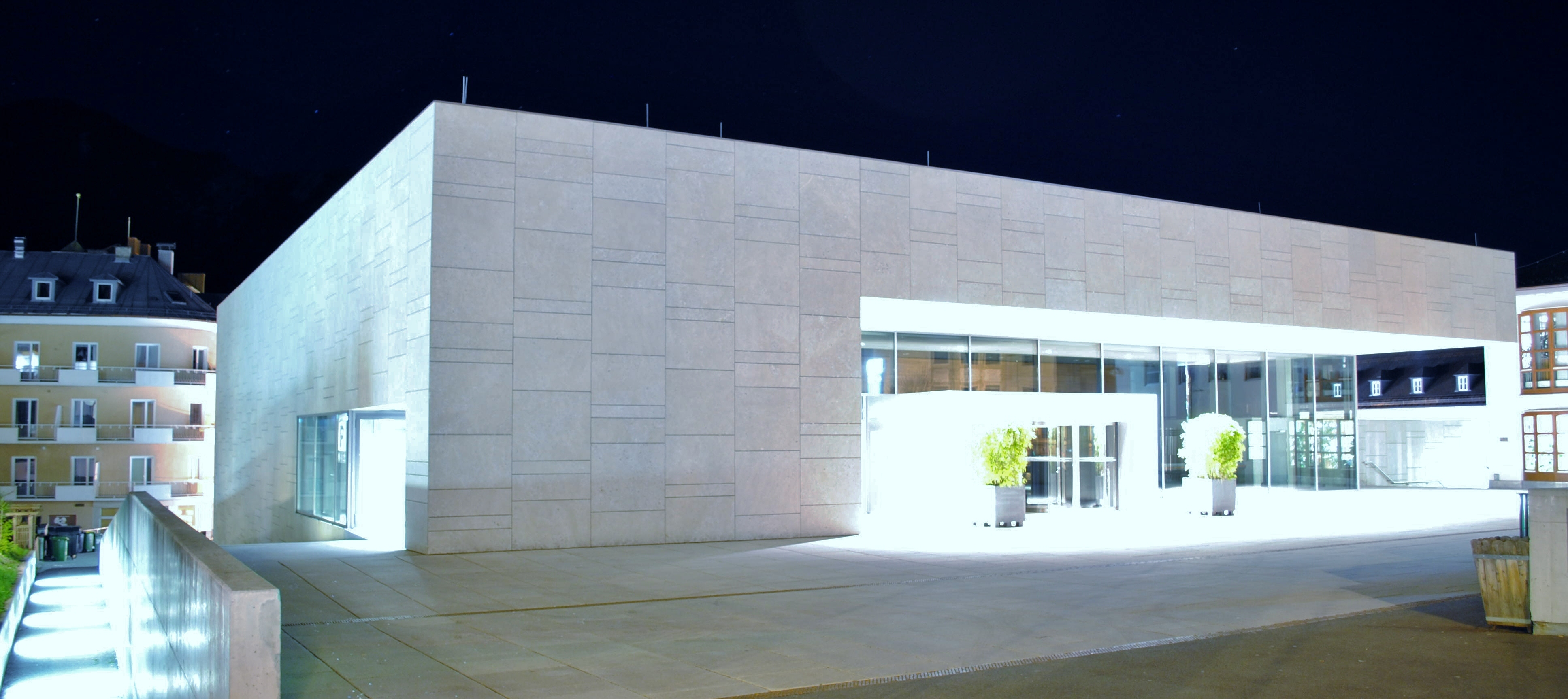
Ferry Porsche Congress Center Zell am See

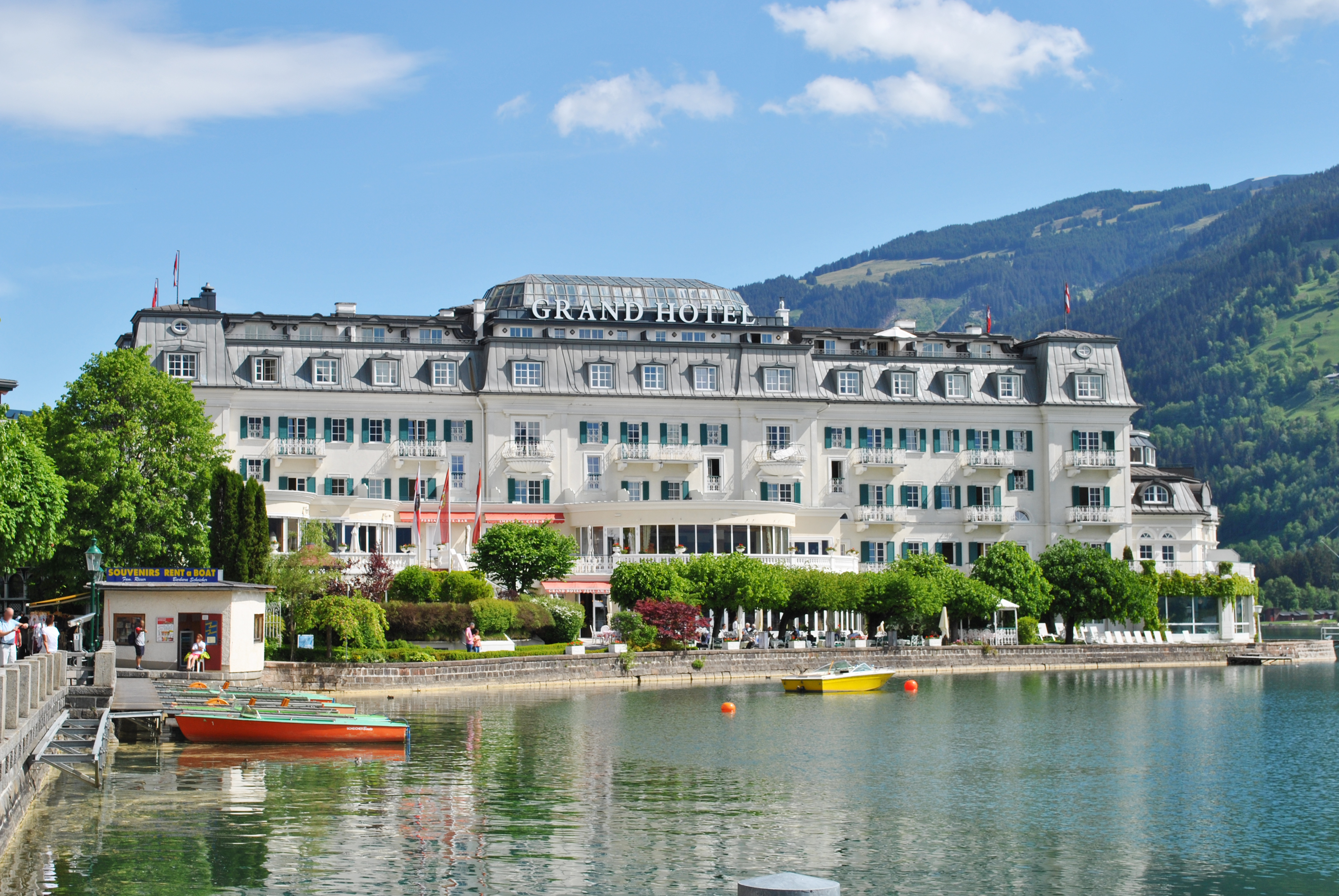
Grand Hotel 2018

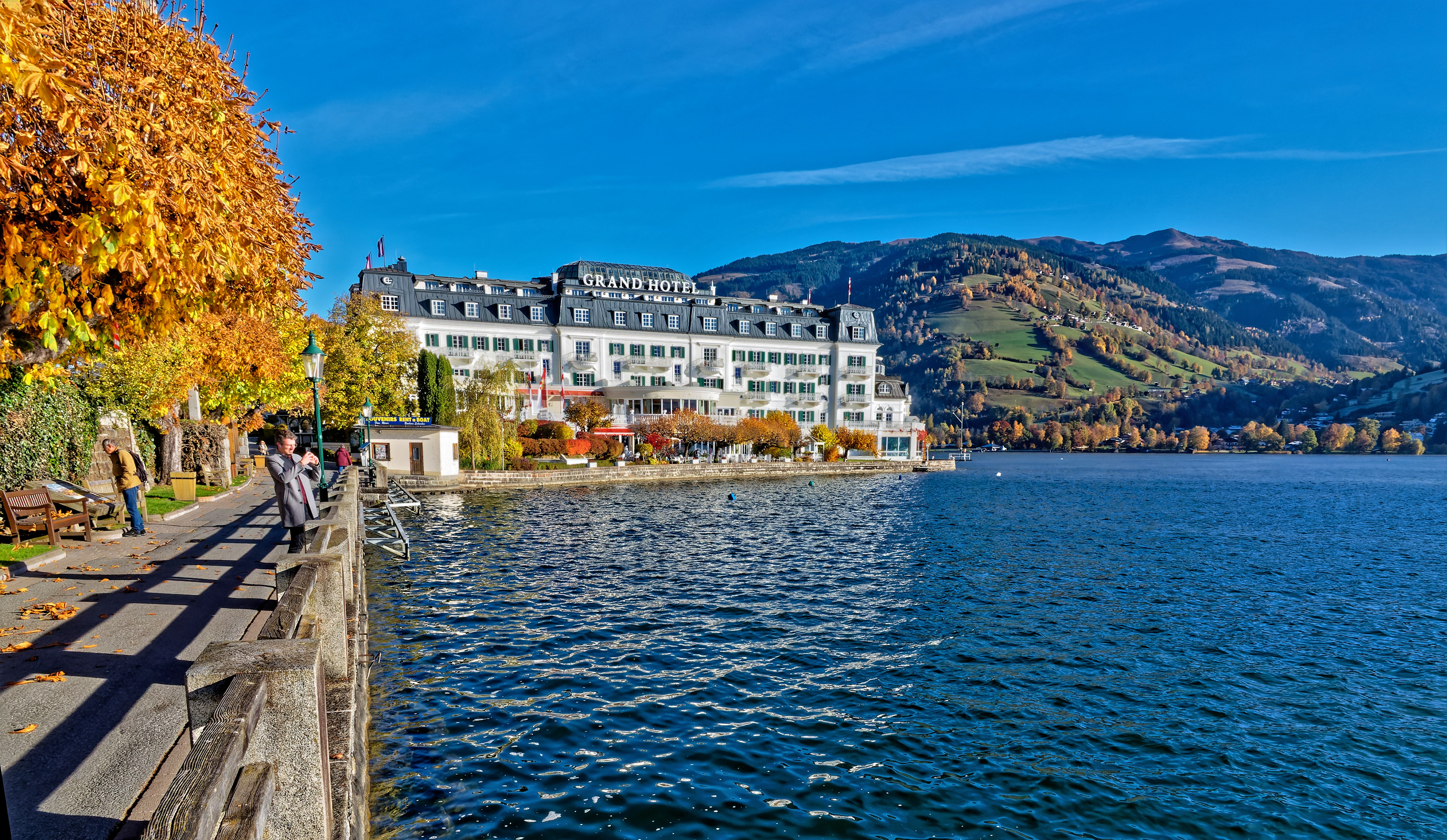
Uferpromenade mit Grand Hotel.

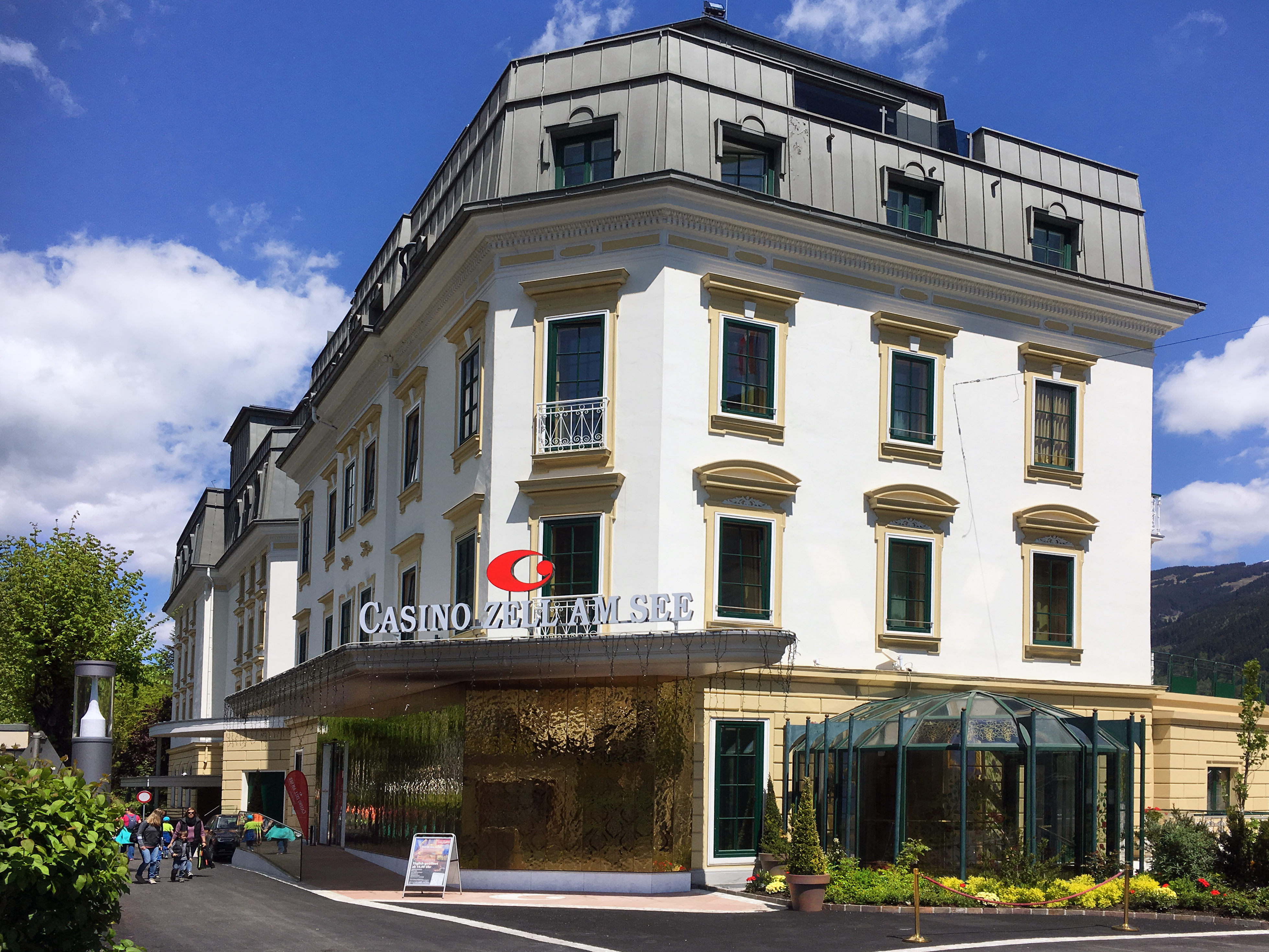
Casino Zell am See 2016

- Zeller Altstadt: Der historische Stadtkern mit der Zeller Altstadt liegt auf einem Schwemmkegel des Schmittenbaches. Die ältesten Bauelemente sind die Stadtpfarrkirche St. Hippolyt, der Vogtturm, die Alte Propstei, und reichen bis in das (Früh-)Mittelalter zurück und sind im Wesentlichen erhalten geblieben. Katastrophale Überschwemmungen durch den Schmittenbach gab es u. a. in den Jahren 1588, 1737 und zuletzt 1966, ein verheerender Brand im Ortszentrum, der auch zum Abriss der Kirche „Unsere liebe Frau im Walde“ führte, ereignete sich 1770.
- Schloss Rosenberg: Ein Schloss im Zentrum der Stadt. Es ist seit 1970 Sitz des Bürgermeisters und der Stadtverwaltung. Der südbayerische Einfluss zeigt sich im quadratischen Grundriss mit den vier Ecktürmen und dem runden Mittelturm.
- Schloss Prielau: Das Schloss Prielau ist ein ehemaliges fürstbischöfliches Jagdschloss. Seit 1987 ist das Schloss im Besitz der Familie Porsche, die es in ein Hotel umwandelte.
- Stadtpfarrkirche zum heiligen Hippolyt: Die Stadtkirche mit zahlreichen kunsthistorischen Schätzen (keltisch-römischer Reliefstein, römische Spolien, frühmittelalterliche Krypta, spätgotische Empore (1514/15), mächtiger Westturm, …). Die Kirche wurde in den Jahren 1972 bis 1975 grobarchäologisch aufgenommen (u. a. auch Freilegung der Krypta) und saniert, eine Renovierung des Turmes erfolgte 2012/13.[54] Die Kirche ist dem heiligen Hippolyt von Rom geweiht.
- Auferstehungskirche: Die evangelische Kirche wurde 1958 als eine der Siebenbürgerkirchen von Kurt Glondys erbaut.
- Pfarrkirche Zell am See-Schüttdorf: Die Kirche wurde 1966 erbaut und ist dem Patrozinium des heiligen Papst Pius X. unterstellt. Sie liegt im Stadtteil Schüttdorf.
- Filialkirche St. Sigismund: Bereits 1585 gab es eine Kapelle im Stadtteil Thumersbach, die heutige Kirche existiert in dieser Form seit 1684/85. Sie ist dem heiligen Sigismund von Burgund geweiht.
- Vogtturm: Neben der Stadtpfarrkirche ist der Vogt- bzw. Kastnerturm das älteste Gebäude der Stadt. Heute beheimatet der Turm in fünf Stockwerken das Stadtmuseum mit Sonderausstellungen.
- Ferry Porsche Congress Center: Das FPCC ist das 2007 fertiggestellte multifunktionale Veranstaltungszentrum der Stadtgemeinde Zell am See, des nach dem Automobilbauunternehmer und Zeller Ehrenbürger Ferry Porsche benannt ist.
- Grand Hotel Zell am See: Das Grand Hotel ist ein Hotel der 4-Sterne-Kategorie und hat für die Stadt Zell am See Wahrzeichencharakter. Der 1894 bis 1896 im Belle-Époque-Stil errichtete Hotelbau liegt im Stadtzentrum am äußersten östlichen Spitz der Zeller Halbinsel direkt am Seeufer und ist von fast jeder Stelle am See zu erblicken. Der markante, längliche Baukörper sticht vor allem durch seine schneeweiße Fassade und das Mansarddach optisch hervor.[55]

### Vereine
- Alpenverein Zell am See
- Basketballclub TV Zell am See
- Bürgermusik Zell am See
- EKZ Eiskunstlaufklub Zell am See
- EK Zell am See – Eishockeyverein, der aktuell in der Alps Hockey League (2. Liga) spielt.
- FC Zell am See – Fußballverein, der aktuell in der 1. Klasse Süd (7. Liga) spielt.
- Fischereiverein Renke
- Liedertafel Zell am See – größter Männerchor im Land Salzburg
- Luftsportverein Zell am See
- Skiclub Zell am See
- SVS Sportverein Schüttdorf – Eishockeyverein (amtierender Salzburger Eishockeymeister)
- Tennisclub Zell am See
- TVZ Wikings Zell am See – Floorballverein, der aktuell in der Bundesliga (1. Liga) spielt.
- Turnverein Zell am See 1886
- Volleyboi Zell am See
- Yachtclub Zell am See

### Veranstaltungen
- Zeller Seefest (seit 1875)
- Österreichische Ski-Meisterschaften 1908
- Österreichische Alpine Skimeisterschaften (1932, 1935, 1975)
- Akademische Welt-Winterspiele 1937
- Trasslauf (seit 1951)
- Österreichische Segelflug-Staatsmeisterschaften (1952, 1953, 1959)
- Rennen im Alpinen Skiweltcup (1973–1980)
- ATP Challenger Zell am See (1979–1981)
- TriZell Triathlon (seit 1986)
- Icehockey World Tournament (seit 1992)
- Rennen im Snowboard-Weltcup (1994–2000)
- Mountainbike-Weltmeisterschaften 2002
- Österreichische Freiwasserschwimmen-Meisterschaften 2011
- Vespa Alp Days (seit 2010)
- Ironman 70.3 Zell am See-Kaprun (seit 2012)
- Rennen im Alpinen Skieuropacup (seit 2013)
- Ironman 70.3 World Championship 2015
- Balloonalps (seit 2016)
- F.A.T. ICE Race (seit 2019)
- Red Bull X-Alps (seit 2021)
- Red Bulls Salute (seit 2023)

### Filme
- 1944/45: Ein Mann gehört ins Haus, Regie: Hubert Marischka
- 1963: Allotria in Zell am See, Regie: Franz Marischka
- 2001: Band of Brothers – Wir waren wie Brüder, Folge 10, Regie: Mikael Salomon
- 2019: Landkrimi - Das dunkle Paradies, Regie: Catalina Molina

## Wirtschaft und Infrastruktur
Der mit Abstand bedeutendste Wirtschaftssektor der gesamten Region Pinzgau ist der Fremdenverkehr, der von Zell am See und Kaprun dominiert wird. Wichtige Arbeitgeber in Zell am See sind daher die zahlreichen Betriebe der Hotellerie und Gastronomie sowie die Pistenbewirtschaftung auf der Schmittenhöhe. Auch ein beträchtlicher Anteil der nicht-touristischen Wirtschaft – v. a. Baugewerbe und Handwerk – hängt von den Investitionen der Tourismusindustrie ab. So ist die Auftrags- und Beschäftigungslage vieler Unternehmen starken saisonalen Schwankungen ausgesetzt.
Aufgrund seiner zentralen Lage im Pinzgau stellt der Zeller Stadtteil Schüttdorf außerdem ein wichtiges Handelszentrum dar. Vor allem entlang der Kitzsteinhornstraße siedelten sich 2007/2008 viele Filialen von Handelskonzernen an. Dort herrscht mittlerweile eine große Vielfalt an Branchen. Die wichtigsten sind der Fahrzeug-, Lebensmittel-, Einrichtungs-, Baustoff-, Elektro-, Bekleidungs- und Schuhhandel. Mit dem „Pinzgauer Einkaufszentrum Zell am See (PEZZ)“ wurde 2007 auch das erste Einkaufszentrum der Stadt eröffnet. Im Zentrum von Zell am See weist der Handel hingegen überwiegend kleinbetriebliche Strukturen auf und konzentriert sich hauptsächlich auf touristischen Bedarf in höheren Preislagen.
Ein wichtiger Arbeitgeber in Zell am See ist auch die Produktion von und der Handel mit Hygieneartikeln durch die Hagleitner Hygiene International GmbH. Außerdem sind mit den Firmen Design Storz GmbH und Porsche Design GmbH im Stadtteil Schüttdorf zwei namhafte Unternehmen auf dem Gebiet des Produkt- und Industriedesign tätig. Über die Sochor Group GmbH, ein regional ebenfalls bedeutendes und traditionsreiches Großunternehmen der Druckereibranche, wurde 2007 kurz nach einer Übernahme durch die deutsche Arquana International Print & Media AG das Konkursverfahren eröffnet, das 2008 mit der vollständigen Auflassung des Betriebes in Zell am See endete.

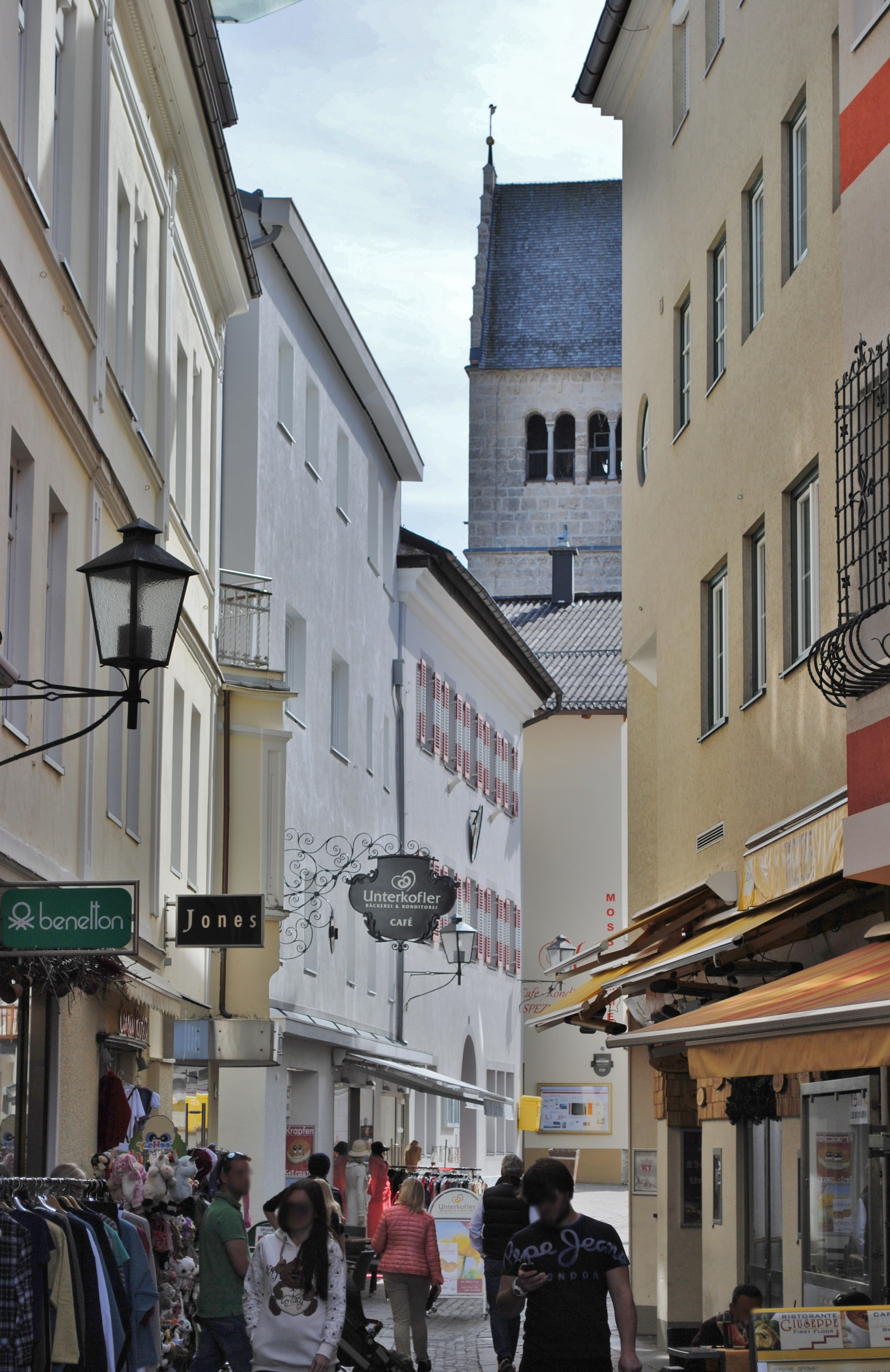
Altstadt Kirchgasse

### Tourismus
Zell am See bildet gemeinsam mit der Gemeinde Kaprun die Urlaubsregion Zell am See-Kaprun; diese gilt als eine der bedeutendsten Tourismuszentren in Österreich. Sie verzeichnete von November 2022 bis Oktober 2023 2.792.393 Nächtigungen, fast gleich viele im Sommer wie im Winter. In der Wintersaison 2022/23 kamen 318.000 Besucher (knapp über 1,4 Millionen Übernachtungen).
Zell am See ist Mitglied im Verband Kleine historische Städte und neben Wien eines der häufigsten Reiseziele arabischer Gäste in Österreich. Familien vor allem aus Kuwait und den Arabischen Emiraten bleiben bis zu sechs Wochen und entgehen so dem sehr heißen Sommer in ihrer Heimat.

### Verkehr

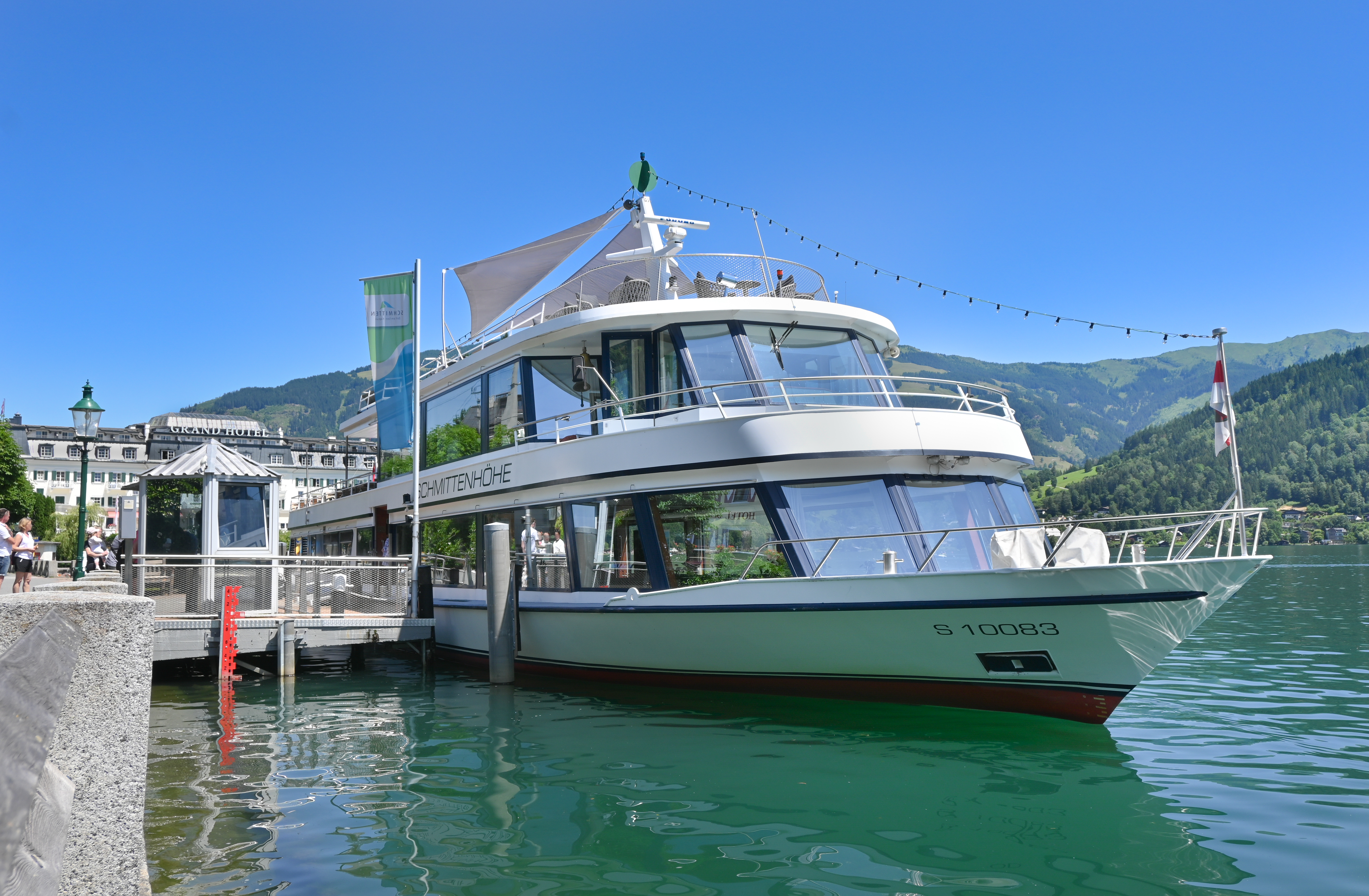
Schifffahrt Zell am See

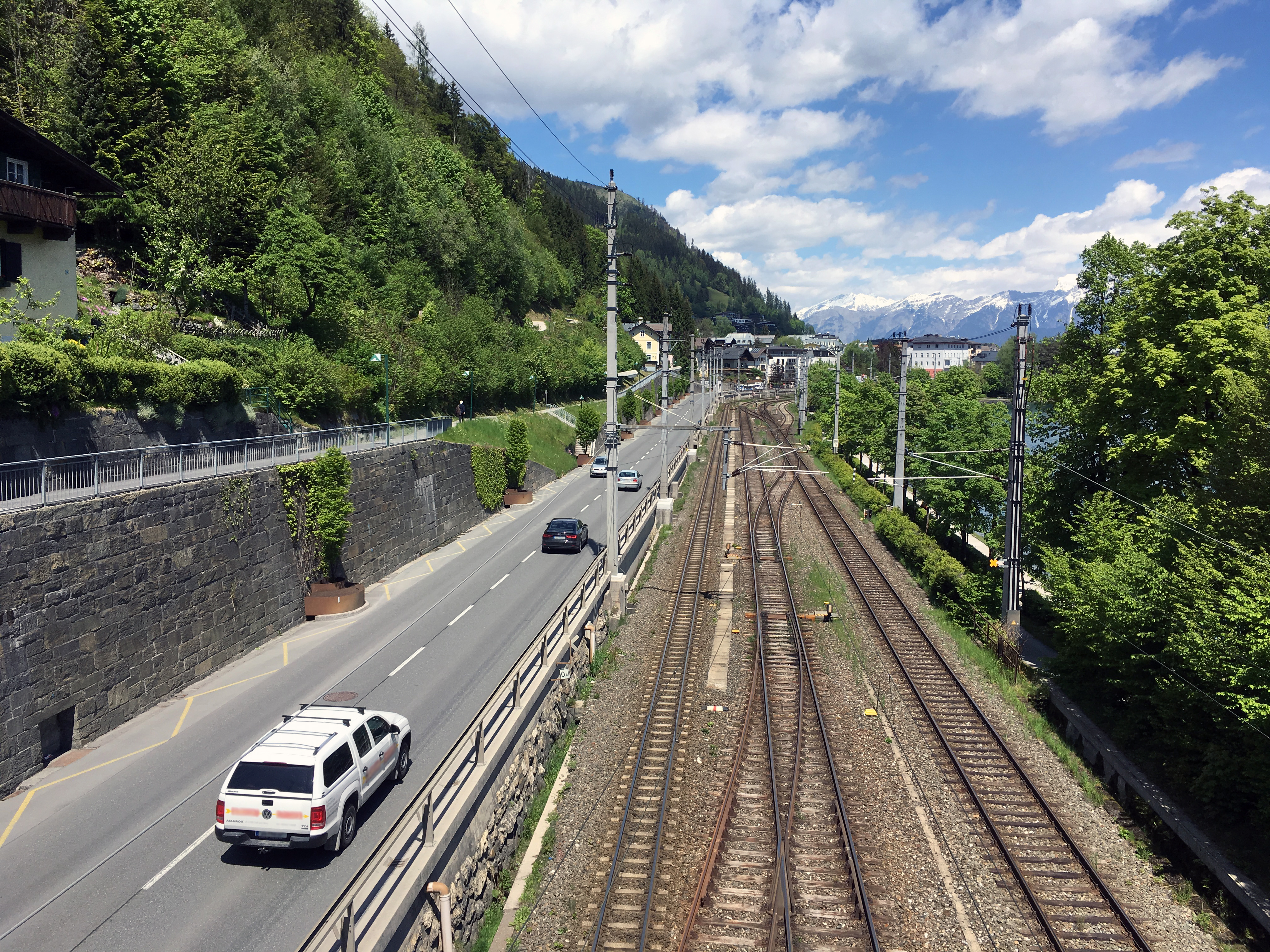
Brucker Bundesstraße (B311) und Salzburg-Tiroler-Bahn stadteinwärts; äußerst linkes Gleis Pinzgauer Lokalbahn (Schmalspurbahn)

- Die Verkehrsbelastung durch den Individualverkehr in und um Zell am See erreicht vor allem in den tourismusintensiven Saisonen (Sommer und Winter) beachtliche Ausmaße. Konnte durch den Bau des 1996 eröffneten Umfahrungstunnels Schmittentunnel von Zell am See-Süd nach Zell am See-Nord das Stadtzentrum stark entlastet werden, so stellt aktuell vor allem die B311 auf dem Abschnitt zwischen dem Gewerbegebiet in Bruck und dem Gewerbegebiet in Schüttdorf ein verkehrstechnisches Nadelöhr dar, da sie die einzige direkte Verbindung zwischen Ober-, Unter- und Mittelpinzgau ist. Zusätzlich wird sie durch die im Einzugsbereich zahlreich angesiedelten Handelsbetriebe mit stark wachsendem Einkaufsverkehr belastet. Um eine Entlastung dieses Straßenabschnittes zu erreichen, galt als mittelfristiges Ziel der regionalen Verkehrspolitik die Errichtung einer Umfahrungsstraße für Schüttdorf.[59]

- Öffentlicher Busverkehr: In Zell am See besteht die Verkehrsstelle der ÖBB-Postbus GmbH für den Bezirk. Die Stadt ist im Salzburger Verkehrsverbund mit acht Linien erreichbar. Zusätzlich wird als städtisches Nahverkehrsmittel ein Stadtbus mit folgenden Linien betrieben:

| 070 | Lehenbrücke – Thumersbach Ortsmitte – Krankenhaus – Yachtclub – Seewirt – Hallenbad – Postplatz – Bahnhof – Tischlerhäusl – ÖBB-Postbus Garage – Imbachhornstraße – EKZ Süd – Areitbahn – Gewerbestraße/EKZ |
| 071 | Postplatz – cityXpress Talstation – Hotel Stadt Wien/Waldhof – Sonnberg – Landhotel Martha – Schmittenhöhebahn Parkplatz 6 – Schmittenhof – Schmittenhöhebahn Talstation                                    |

Des Weiteren wird ein Bürgerbus für die Stadtteile Schüttdorf und Zellermoos betrieben.
| 0Bürgerbus | ÖBB-Postbus Garage – Stadion – Porscheallee – Tennishalle – EKZ Süd – Gewerbestraße/EKZ – Areit Apotheke – XXXLutz - Kitzsteinhornstraße |

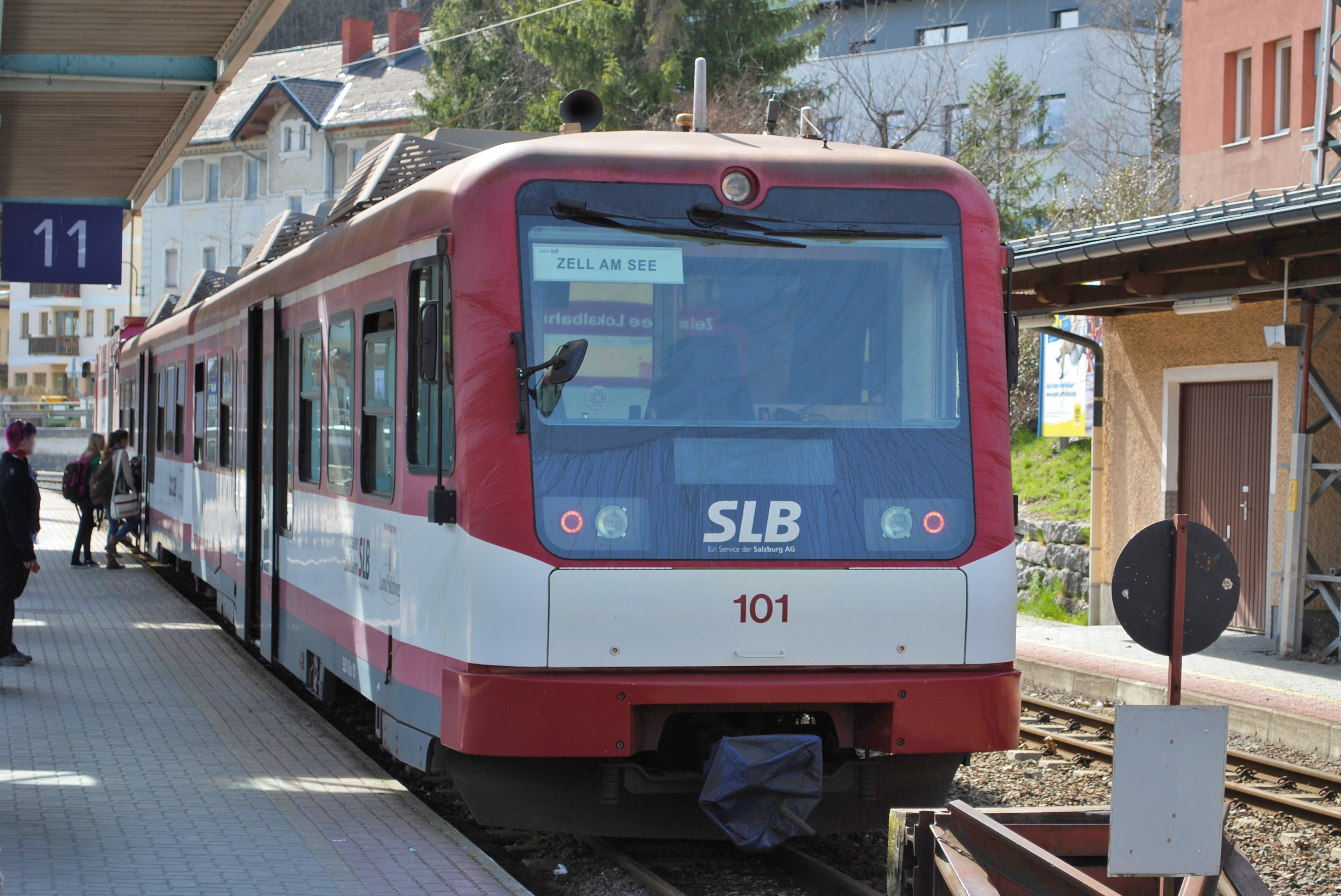
Pinzgauer Lokalbahn in Zell am See

- Schienenverkehr: Die Stadt Zell am See ist über die Salzburg-Tiroler-Bahn an das Netz der Österreichischen Bundesbahnen (ÖBB) angebunden und Ausgangspunkt der schmalspurigen Pinzgauer Lokalbahn nach Krimml. So gibt es Verbindungen nach Innsbruck (Tirol), nach Salzburg und in den Oberpinzgau.

Neben dem Personenbahnhof im Zentrum existiert ein Frachtenbahnhof in Schüttdorf.
- Seeschifffahrt: Die Schifffahrt auf dem Zeller See blickt auf eine lange Geschichte zurück. Bis Ende des 19. Jahrhunderts nutzten die Bauern aus den Ortsteilen Thumersbach, Erlberg und Erlbruck einfache Flachboote, um sonntags über den See zur Kirche zu gelangen. Als um 1880 im Zuge der Sommerfrische die ersten Touristen nach Zell am See reisten, verdienten sich einige Schiffersknechte ihren Unterhalt, indem sie die Gäste in ihren Ruderbooten auf dem See herumführten. In weiterer Folge gab es erste gewerbliche Bootsvermietungen und ebenfalls noch vor der Jahrhundertwende wurde um 1890 das erste kleine Dampfschiff, getauft auf den Namen Stefanie, auf dem See in Betrieb genommen. Es folgten, gereiht nach dem Jahr der Inbetriebnahme, die Motorboote und -schiffe Franz Ferdinand (1909), Großglockner (1910), Gastein (1928), Südtirol (1930) und Rudolf Riemann (1930). Spätestens nach dem Zweiten Weltkrieg waren jedoch nur noch die Großglockner und die Südtirol in Betrieb, von denen aber keine lange Nutzungsdauer mehr zu erwarten war. Daher folgte 1947 die Errichtung der Libelle, die am 25. Oktober 1947 eingeweiht wurde und als einziges der oben genannten Schiffe noch heute in Betrieb ist. Heute verkehren auf dem See in den frostfreien Monaten vier motorbetriebene Schiffe, die von der Schmittenhöhebahn AG teilweise im Linienverkehr (Über- und Rundfahrt), aber auch für Charterfahrten betrieben werden. Es sind dies der Größe nach absteigend geordnet die „MS Schmittenhöhe“ (Baujahr 2005), die „Kaiserin Elisabeth“ (Baujahr 1972), die „MS Großglockner“ (Baujahr 1966) und das Nostalgieschiff „Libelle“ (Baujahr 1947).[63] Daneben ist der Antrieb von Booten mit Verbrennungsmotoren nur einzelnen Institutionen gestattet, wie z. B. der Polizei, Wasserrettung und Feuerwehr. Das restliche Verkehrsaufkommen setzt sich aus Segel-, Elektro- und Tret-/Ruderbooten zusammen. Da der See im Winter regelmäßig vollständig zufriert, steht die Schifffahrt in dieser Jahreszeit still. Dann wird die Eisfläche – unter der Voraussetzung einer entsprechend festen Eisdecke – für die Betretung und eissportliche Benützung freigegeben.
- Flugverkehr: In Zell am See existiert seit 1934 der Flugplatz Zell am See (ICAO: LOWZ), dessen Neubau 2002 eröffnet wurde.[64] Er wird vor allem von Helikoptern und kleinen Motor- und Segelflugzeugen des Luftsportvereins Zell am See genützt und dient als Stützpunkt für alpine Rettungshelikopter und Alpenrundflüge. Im Herbst 2017 wurden die Arbeiten für eine Verlängerung der Piste um ca. 120 Meter begonnen und am 3. Juli 2018 wurde die verlängerte Piste mit 780 Metern in Betrieb genommen.

### Öffentliche Einrichtungen

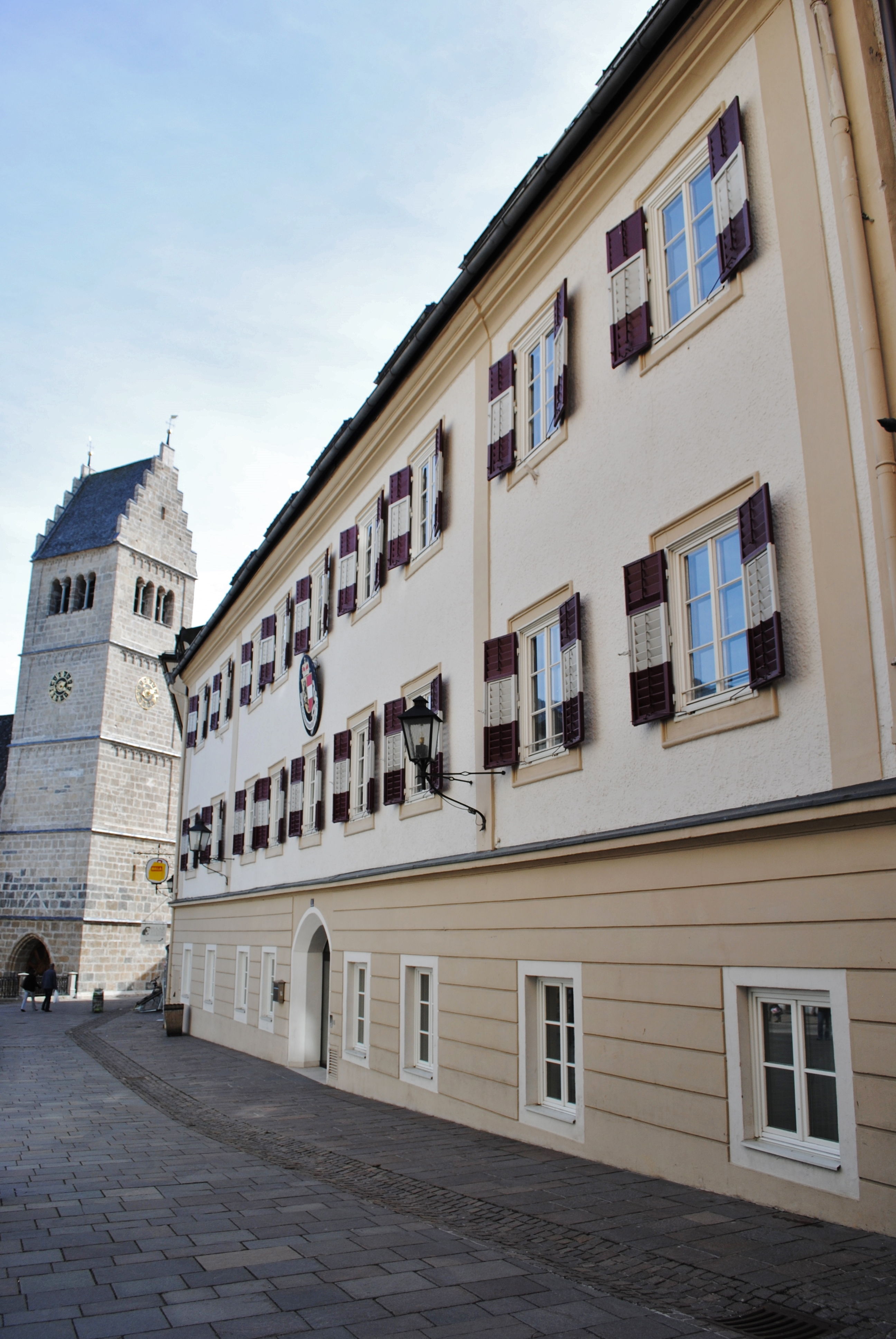
Bezirkshauptmannschaft Zell am See

Zell am See ist Sitz folgender Einrichtungen der öffentlichen Hand:
- Bezirkshauptmannschaft für den politischen Bezirk Zell am See (seit 1854)[65]
- Bezirksgericht Zell am See
- Bezirkspolizeikommando Zell am See
- Stadtpolizei Zell am See
- allgemein-öffentliches Tauernklinikum Standort Zell am See
- Bezirksstelle und Landesleitstelle Süd des Österreichischen Roten Kreuz, Landesverband Salzburg
- Finanzamt Zell am See/St. Johann/Tamsweg
- Zweigstelle des österreichischen Arbeitsamtes Arbeitsmarktservice
- Zweigstelle der Arbeiterkammer Salzburg
- Zweigstelle des Österreichischen Gewerkschaftsbundes
- Zweigstelle des Berufsförderungsinstitut Salzburg
- Zweigstelle der Österreichischen Gesundheitskasse
- Zweigstelle der Wirtschaftskammer Österreich und des Wirtschaftsförderungsinstituts
- Freiwillige Feuerwehr der Stadt Zell am See

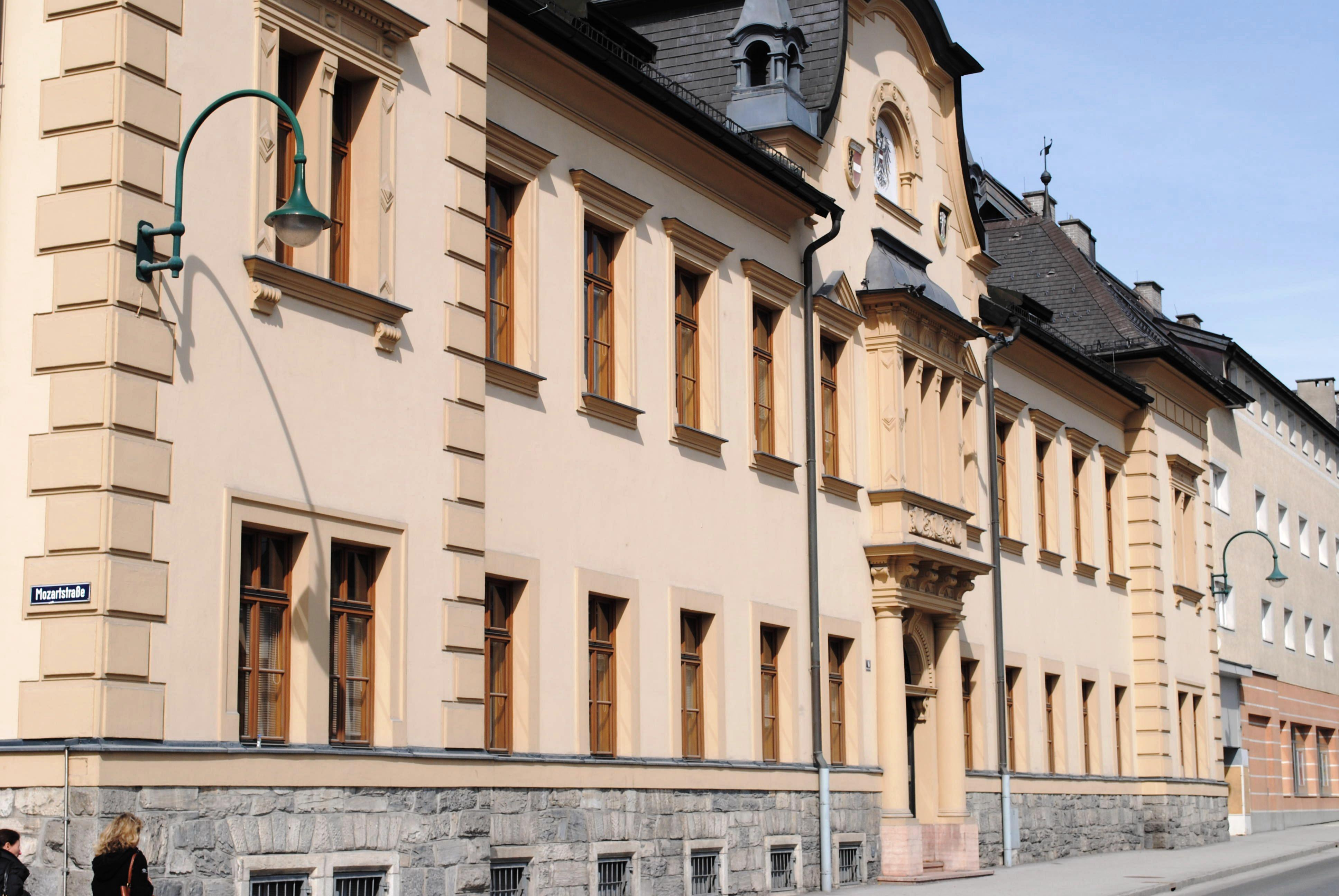
Bezirksgericht Zell am See

### Sport-, Freizeit- und Veranstaltungseinrichtungen
Zell am See verfügt – auch aufgrund seiner touristischen Prägung – über eine große Vielfalt an Sport- und Freizeiteinrichtungen:
- Ferry Porsche Congress Center (errichtet 2007)
- Freges - Freizeitzentrum Zell am See mit Eishalle, Hallenbad, Sauna und Kegelbahn (errichtet 1968, saniert und erweitert 2023)
- Freibäder und Badeplätze rund um den See: 3 Strandbäder in Zell am See, Thumersbach und Seespitz sowie 2 Badewiesen in Erlberg und Prielau
- „Haus der Begegnung“ (städtisches Vereinshaus)
- Jugendzentrum "JUZ" Zell am See
- Kulturzentrum Lohninghof
- mehrere Segel- und Windsurfschulen
- Museum Vogtturm
- Park- und Gartenanlagen: Elisabethpark, Stadtpark und Schlosspark im Zentrum, Vellmarpark in Schüttdorf, Rudolf-Riemann-Park in Thumersbach
- Schmittenhöhebahn (errichtet 1927, mit 77 Pistenkilometern und 28 Liftanlagen)
- Stadtbücherei Zell am See
- Tennishalle mit mehreren Hallen- und Freiplätzen (errichtet 1976, erweitert 2007)
- Zeller Seezauber (Wasser-, Licht-, Musik- & Laser-Show im Elisabethpark)

### Versorgungseinrichtungen
Die Wasserversorgung von Zell am See wird durch ein Ringnetz um den See bewältigt, das aus dem Grundwasserwerk Prielau im Norden sowie aus Hochquellen des Schmittentales im Nordwesten der Stadt und des Fuschertales im Süden gespeist wird. Der Wasserdruck wird dabei durch drei Hauptspeicher (Fuchslehen, Erlbruck, Bruckberg) und vier Nebenspeicher (Breitenbach, Sonnberg, Thumersbach, Schüttdorf) hergestellt.
Abwasser- und Müllentsorgung erfolgen seit 1976 – gemeinsam mit den Anrainergemeinden Kaprun, Piesendorf und Maishofen – in einem zentralen Abfallbehandlungszentrum, der Zentralen Müll- und Klärschlamm-Kompostanlage (ZEMKA). Die lückenlose Sammlung und anschließende Klärung aller Abwässer durch eine Ringleitung rund um den Zeller See wurde 1954 als Projekt angegangen, nachdem 1952 zum ersten Mal die Burgunderblutalge im Wasser des Zeller Sees festgestellt wurde. Die bis dahin ungeklärt zugeleiteten Abwässer hatten den See in einen äußerst schlechten ökologischen Zustand gebracht. Heute zählt der Zeller See dank der frühzeitig getroffenen Maßnahmen wieder zu den reinsten Badeseen Europas.
Brandbekämpfung- und Verhütung sowie Katastrophen- und Unfalleinsätze werden seit 1868 von der Freiwilligen Feuerwehr Zell am See sichergestellt, welche die drittgrößte Feuerwehr im Bundesland Salzburg ist.

### Gesundheits-, Rettungs-, Senioren- und Pflegewesen

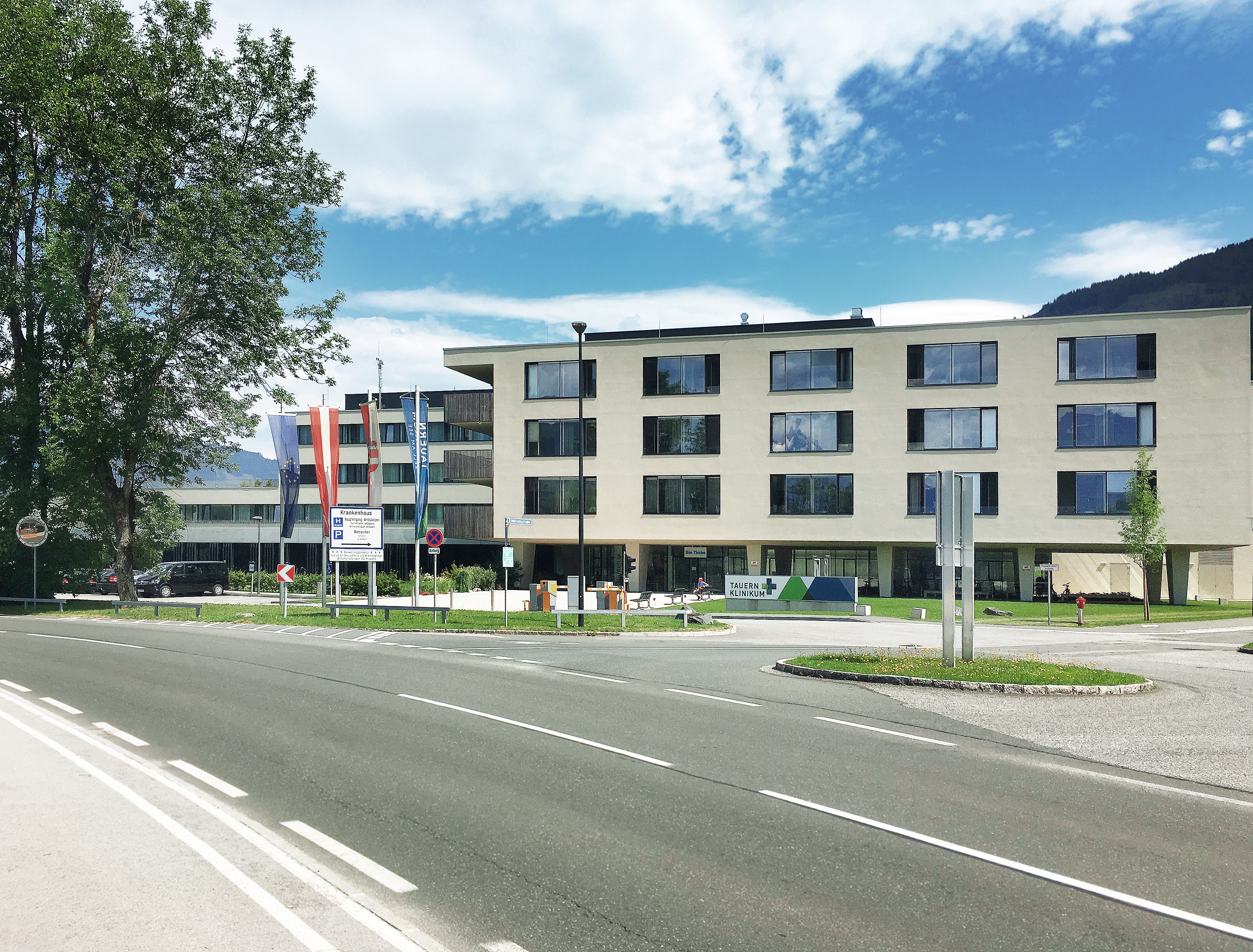
A.ö. Tauernklinikum Standort Zell am See

Zell am See ist Sitz eines allgemein-öffentlichen Krankenhauses, dem Tauernklinikum Zell am See, das zwischen 1972 und 1976 im Stadtteil Thumersbach neu errichtet wurde und von 2010 bis 2021 saniert und erweitert wurde. Die Kapazität beträgt seither 293 Betten. Das Tauernklinikum wird von der Gesundheit Innergebirg GmbH. verwaltet. Direkt an das Krankenhaus sind die Bezirksstelle Pinzgau sowie die Landesleitstelle Süd des Österreichischen Roten Kreuzes angebaut. Die Landesleitstelle disponiert alle Notfälle und Krankentransporte in den Gebirgsgauen.
Seit 2003 gibt es außerdem ein Fachärztehaus in der Schillerstraße im oberen Stadtzentrum, in dem 8 Fachärzte verschiedener Fachrichtungen ihre Praxis betreiben.
In der Porscheallee in Schüttdorf befindet sich die städtische Seniorenwohnanlage.
Zell am See ist Standort eines regionalen Zentrums der Caritas Salzburg. Die Diakonie betreibt das Integrations- und Bildungszentrum Zell am See.
pepp – Gemeinnütziger Verein für Eltern und Kinder im Bundesland Salzburg, steht für Elternberatung und Frühe Hilfen; sein Hauptsitz befindet sich in Zell am See.

### Bildung
In Zell am See gibt es folgende öffentliche Bildungseinrichtungen:
- Volksschule Zell am See
- Volksschule Schüttdorf (Prof. Dr. Ferdinand Porsche Gedächtnisschule)
- Volksschule Thumersbach
- Neue & Musikmittelschule
- Sonderpädagogisches Zentrum (Dr. Ernst Höfer Schule)
- Polytechnische Schule
- Landesberufsschule
- Bundesgymnasium und Bundesrealgymnasium Zell am See
- Bundeshandelsakademie und Bundeshandelsschule
- Schule für allgemeine Gesundheits- und Krankenpflege

Außerdem betreibt die Stadt fünf Kindergärten.

### Medien
Die Radiofabrik betreibt seit September 2019 in Zusammenarbeit mit einer lokalen Initiative (Freies Radio Pinzgau) und der Gemeinde ein Außenstudio des Senders im Ortsteil Limberg.

## Persönlichkeiten

### Söhne und Töchter der Stadt
- Franz Anton Alexander von Braune (1766–1853), Naturforscher, Botaniker und Literat
- Georg Rendl (1903–1972), Schriftsteller und Maler
- Isidor Grießner (1906–1983), Landwirt und Politiker (ÖVP)
- Josef Ladurner (1908–1997), Mineraloge, Petrograph und Geologe
- Oskar Reisinger (1908–1985), Komponist, Arrangeur und Hörfunkredakteur
- Maria Franziska von Trapp (1914–2014), US-amerikanische Missionarin österreichischer Herkunft
- Werner von Trapp (1915–2007) trat in der singenden Trapp-Familie auf.
- Franz Fuhrmann (1916–2016), Kunsthistoriker und Universitätsprofessor
- Hedwig Maria von Trapp (1917–1972) trat in der singenden Trapp-Familie auf.
- Hans Helmut Stoiber (1918–2015), Naturschützer und Dichter
- Johanna von Trapp (1919–1994) trat in der singenden Trapp-Familie auf, später Malerin.
- Hans Schwabl (1924–2016), Altphilologe
- Herbert Feuerstein (1937–2020), deutscher Journalist, Kabarettist, Schauspieler und Entertainer österreichischer Herkunft
- Franz Schwabl (1938–2009), Theoretischer Physiker und Lehrbuchautor
- Wolf-Dieter Heiss (* 1939), Neurowissenschaftler
- Hans Ortner (1943–1994), österreichisch-deutscher Maler und Bildhauer
- Peter Etzer (* 1944), Maler
- Thomas Schäfer-Elmayer (* 1946), Tanzlehrer
- Otto Brusatti (* 1948), Radiomoderator und Musikwissenschaftler
- Harald Ertl (1948–1982), deutsch-österreichischer Automobilrennfahrer
- Titus Leber (* 1951), Regisseur und Multimedia-Künstler
- Ingrid Bauer (* 1954), Historikerin
- Peter Blaikner (* 1954), Kabarettist, Autor, Liedermacher und Übersetzer
- Ingrid Bennewitz (* 1956), österreichisch-deutsche germanistische Mediävistin und Hochschullehrerin
- Heribert Insam (* 1957), Mikrobiologe und Universitätsprofessor
- Heidemarie Rest-Hinterseer (* 1959), Politikerin (Grüne)
- Ingried Brugger (* 1960), Kunsthistorikerin, Museumsleiterin und Modedesignerin
- Toni Pichler (* 1963), ehemaliger Fußballfunktionär (SV Austria Salzburg)
- Ernst Riedlsperger (* 1963), Skirennläufer
- Clemens Gadenstätter (* 1966), Komponist und Hochschullehrer
- Viktor Mayer-Schönberger (* 1966), Jurist, Hochschullehrer und Autor
- Wolfgang Ablinger-Sperrhacke (* 1967), internationaler Opernsänger
- Martin Scholz (* 1967), Teil des Künstlerduos Petignat und Scholz
- Hans-Peter Steinacher (* 1968), Tornadosegler und Doppel-Olympiasieger (2000 und 2004; zusammen mit Roman Hagara)
- Elfriede Eder (* 1970), Skirennläuferin, Silbermedaillen-Gewinnerin bei Olympia
- Karl Schmidlechner (* 1972), Politiker (SPÖ)
- Andreas Hochwimmer (* 1975), Politiker (FPÖ)
- Felix Gottwald (* 1976), Nordischer Kombinierer
- Wolfgang Schranz (* 1976), Tennisspieler
- Eva Maria Paar (* 1977), Malerin und Fotografin
- Christoph Spora (* 1977), professioneller Golfspieler und -lehrer
- Lisa Gadenstätter (* 1978), Fernsehmoderatorin
- Doris Günther (* 1978), Snowboarderin
- Patrick Machreich (* 1980), Eishockeytorwart
- Thomas Pfeffer (* 1980), Eishockeyspieler
- Georg Streitberger (* 1981), Skirennläufer
- Martin Finnland (* 1982), Theaterregisseur und Theatermacher
- Simon Eder (* 1983), Biathlet
- Thomas Schwab (* 1983), Eishockeyspieler
- Bernd Hirschbichler (* 1984), Fußballschiedsrichter und Pädagoge
- Manuel Hirner (* 1985), Skilangläufer
- Lukas Hollaus (* 1986), Triathlet
- Hannes Schernthaner (* 1986), Politiker (ÖVP)
- Matthias Schwab (* 1986), Eishockeyspieler
- Daniel Schorn (* 1988), Radrennfahrer
- Christoph Schösswendter (* 1988), Fußballspieler
- Bernhard Tritscher (* 1988), Skilangläufer
- Christopher Hörl (* 1989), Skirennläufer
- Michael Hörl (* 1989), Biathlet
- Bernadette Schild (* 1990), Skirennläuferin
- Fabian Scholz (* 1990), Eishockeyspieler
- Dominik Amadeus Leitold (* 1990), Musiker, Textdichter und Komponist (als Wadltreiber)
- Stefan Brennsteiner (* 1991), Skirennläufer
- Nikolaus Hartl (* 1991), Eishockeyspieler
- Christoph Herzog (* 1991), Eishockeystürmer
- Katharina Komatz (* 1991), Biathletin
- Martina Jöbstl (* 1992), Politikerin (ÖVP)
- Lukas Herzog (* 1993), Eishockeytorwart
- Susanne Hoffmann (* 1994), Biathletin
- Anna Meixner (* 1994), Eishockeyspielerin
- Alexander Lahoda (* 1996), Eishockeyspieler
- Julia Leitinger (* 1996), Biathletin
- Annika Fazokas (* 1997), Eishockeyspielerin
- Marc-Luis Rainer (* 1999), Nordischer Kombinierer
- Marcus Hinterberger (* 2000), Musiker und Satiriker
- Sebastian Schwaighofer (* 2000), Politiker (FPÖ), Abgeordneter zum Nationalrat
- Amar Dedić (* 2002), Fußballspieler
- Rafael Obermaier (* 2002), Radio- und Fernsehmoderator sowie -programmgestalter
- Fabian Müllauer (* 2003), Biathlet
- Sarah Victoria Köck (* 2005), Voltigiererin

### Ehrenbürger
- Josef Freiherr Lasser von Zollheim (1815–1879), Jurist und Politiker, Staatsminister für politische Verwaltung von 1861 bis 1865, verlegte die Bezirkshauptstadt nach Zell am See
- Karl Freiherr von Schwarz (1817–1898), Bauunternehmer
- Josef Salzmann (1819–1892), Bürgermeister von 1854 bis 1859 sowie von 1860 bis 1880
- Adolf von Auersperg (1821–1885), k.k. Ministerpräsident der österreichischen Reichshälfte von Österreich-Ungarn von 1871 bis 1879, Anbindung Zell am Sees an das Eisenbahnnetz
- Sigmund von Thun und Hohenstein (1827–1897), Landespräsident von Salzburg von 1872 bis 1897
- Karl von Glanz (1831–1922), Bezirkshauptmann von Zell am See von 1871 bis 1878
- Ferdinand Eberle, Bezirkshauptmann von Zell am See von 1879 bis 1886
- Josef Aigner (1840/41–1915), Präsident des Landesgerichts Salzburg von 1899 bis 1907
- Anton Gaßner (1859–1931), Kapellmeister der Bürgermusik Zell am See von 1884 bis 1930, Bürgermeister von 1918 bis 1919, Hauptmann der Feuerwehr Zell am See von 1908 bis 1925, Salzburger Landesfeuerwehrpräsident von 1925 bis 1931
- Josef Wisgrill (1867–1935), Apotheker, Bürgermeister von 1913 bis 1918
- Jakob Dunkl (1877–1936), Salzburger Oberlandesforstinspektor von 1912 bis 1923, federführend bei der Schmittenbach-Verbauung
- Franz Rehrl (1890–1947), Salzburger Landeshauptmann von 1922 bis 1938
- Ferry Porsche (1909–1998), Sohn von Ferdinand Porsche, deutsch-österreichischer Unternehmer (Automobilbau) und Ingenieur; in Zell am See verstorben und auf dem Areal des Schüttgutes begraben
- Josef Riedmann (* 1930), Kapellmeister der Bürgermusik Zell am See von 1967 bis 2000
- Anton Pichler (* 1934), Vizebürgermeister von 1989 bis 2009
- Wolfgang Porsche (* 1943), Sohn von Ferry Porsche, deutsch-österreichischer Manager, seit 2007 Aufsichtsratsvorsitzender der Porsche AG und der Porsche Automobil Holding SE sowie Aufsichtsratsmitglied der Volkswagen AG und Audi AG, aufgewachsen in Zell am See
- Hans-Peter Steinacher (* 1968), Tornadosegler und Doppel-Olympiasieger (2000 und 2004; zusammen mit Roman Hagara)

### Personen mit Bezug zur Stadt
- Anton Eleutherius Sauter (1800–1881), Botaniker und Mediziner; war von 1830 bis 1836 k.k. Bezirksarzt in Zell am See
- Ferdinand Porsche (1875–1951), deutsch-österreichischer Unternehmer (Automobilbau), Ingenieur und Gründer der Firma Porsche; hielt sich am Ende des Zweiten Weltkrieges in Zell am See auf und wurde 1951 auf dem Areal des Schüttgutes begraben
- Alfred Kubin (1877–1959), Künstler, Grafiker, Schriftsteller und Illustrator; wuchs einige Jahre in Zell am See auf
- Stefan Zweig (1881–1942), Schriftsteller, Übersetzer und Pazifist; lebte von 1923 bis 1933 zeitweise in Zell am See
- Auguste Caroline Lammer (1885–1937), Bankgründerin; lebte zeitweise in Zell am See und gründete dort unter anderem ein Reisebüro und eine Wechselstube
- Ferry Porsche (1909–1998), Sohn von Ferdinand Porsche, deutsch-österreichischer Unternehmer (Automobilbau) und Ingenieur; in Zell am See verstorben und auf dem Areal des Schüttgutes begraben, Ehrenbürger der Stadt
- Niki Wuchinger (1923–2020), Musiker; lebte von 1951 bis zu seinem Tode in Zell am See
- Otto Leodolter (1936–2020), Skispringer (Bronze-Medaillengewinner bei den Olympischen Spielen 1960); startete ab 1954 für den SC Zell am See
- Richard Hirschbäck (1937–2007), Maler; lebte seit 1962 im Stadtteil Thumersbach und verstarb dort 2007
- Wolfgang Porsche (* 1943), Sohn von Ferry Porsche, deutsch-österreichischer Manager, seit 2007 Aufsichtsratsvorsitzender der Porsche AG und der Porsche Automobil Holding SE sowie Aufsichtsratsmitglied der Volkswagen AG und Audi AG, aufgewachsen in Zell am See, Ehrenbürger der Stadt
- Gerhard Seibold (* 1943), Kanute und Gymnasialprofessor (Bronze-Medaillengewinner bei den Olympischen Spielen 1968 und Weltmeister 1970); unterrichtete von 1973 bis 1999 am Gymnasium Zell am See Bewegung und Sport sowie Geographie und Wirtschaftskunde
- Ernst Löschner (1943–2024), Bankdirektor; wuchs in Zell am See auf
- Hermann Göllner (* 1943), Skirennläufer, Freestyle-Skier und Alpinskitrainer; wuchs in Zell am See auf und wanderte 1964 in die USA aus, wo er maßgeblich zur Entwicklung des Freestyle-Skiing beitrug
- Keke Rosberg (* 1948), finnischer Automobilrennfahrer (Formel-1-Weltmeister 1982); besitzt ein Haus im Stadtteil Thumersbach
- Emmerich Schwemlein (* 1950), Berufsschullehrer und Politiker (SPÖ); Abgeordneter zum Nationalrat (1992 bis 2002) bzw. Salzburger Landtag (2004 bis 2009); unterrichtete von 1973 bis 2005 an der Landesberufsschule Zell am See, von 2005 bis 2011 war er deren Direktor
- Roman Hagara (* 1966), Tornadosegler und Doppel-Olympiasieger (2000 und 2004; zusammen mit Hans-Peter Steinacher); startete für den Yachtclub Zell am See
- Marlies Raich (* 1981), Skirennläuferin (vierfache Medaillengewinnerin bei den Olympischen Spielen sowie zweifache Weltmeisterin); besuchte die Hauptschule Zell am See
- Thomas Vanek (* 1984), Eishockeyspieler (NHL-Spieler, u. a. für die Buffalo Sabres); wuchs in Zell am See auf und spielte für den EK Zell am See im Nachwuchsbereich
- Nico Rosberg (* 1985), deutsch-finnischer Automobilrennfahrer (Formel-1-Weltmeister 2016); verbrachte in seiner Kindheit viel Zeit im Haus seines Vaters in Thumersbach und besuchte ein Jahr lang den Zeller Kindergarten
- Sam Maes (* 1998), belgischer Skirennläufer; wuchs in Zell am See auf und lebt dort bis heute; startete für den Skiclub Zell am See
- Victoria Palla (* 2001), britisch-österreichische Skirennläuferin; wuchs zeitweise in Zell am See auf; startet für den Skiclub Zell am See